# Modernisme catalan
Pour les articles homonymes, voir Modernisme (homonymie).

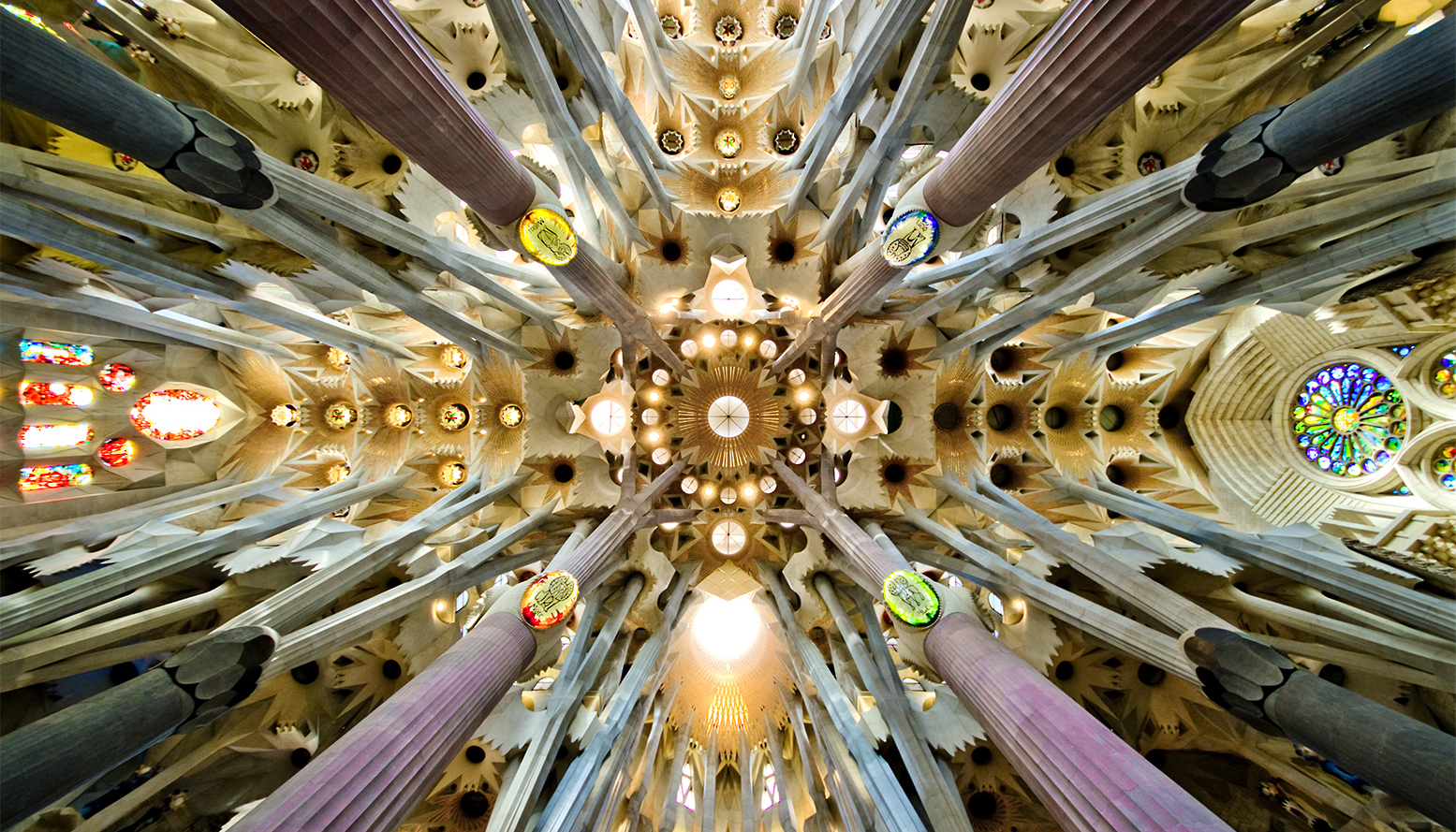
Plafond de la Sagrada Familia, à Barcelone (en février 2011).

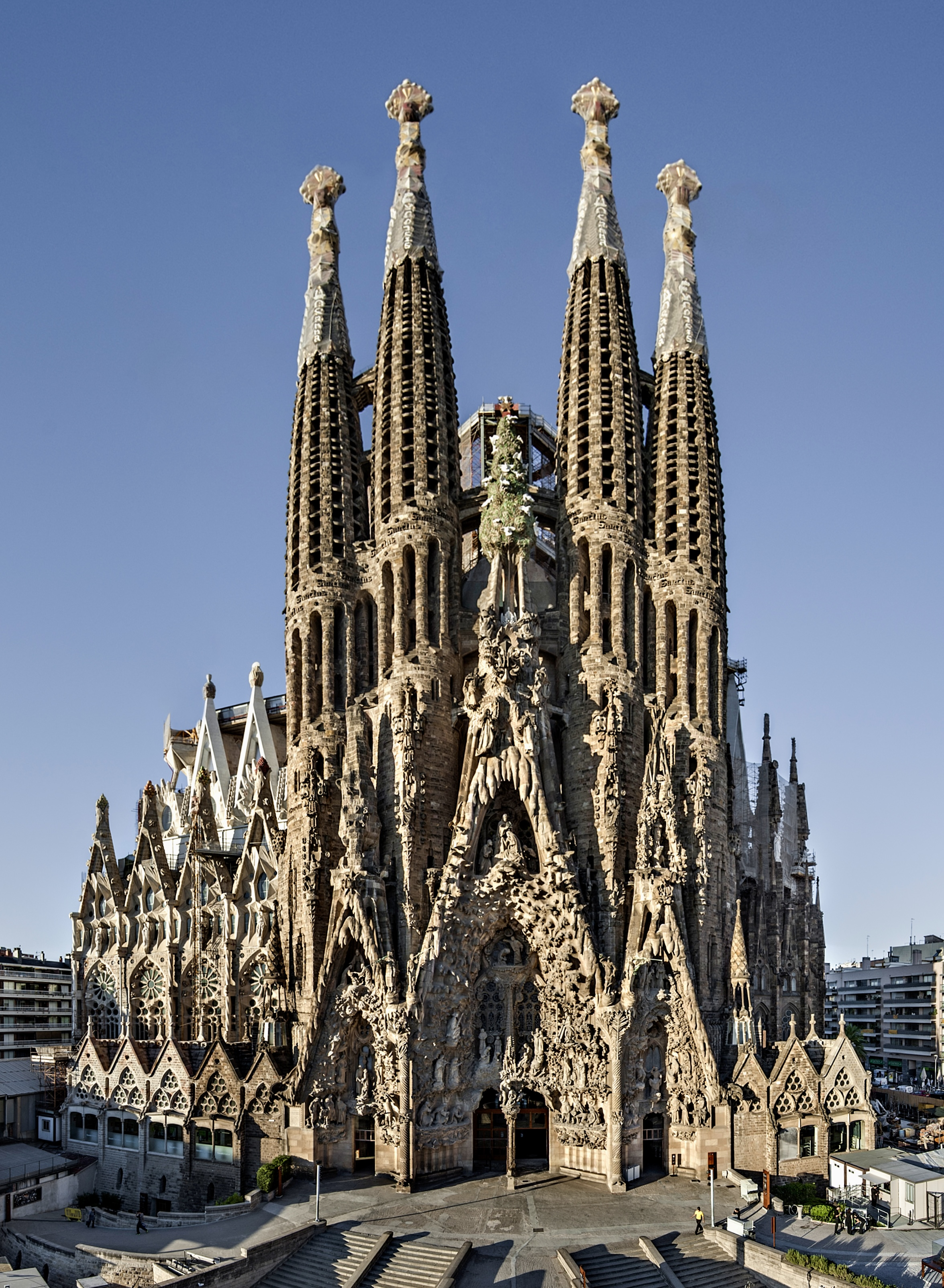
Façade de la Nativité de la Sagrada Familia, à Barcelone (en septembre 2012).

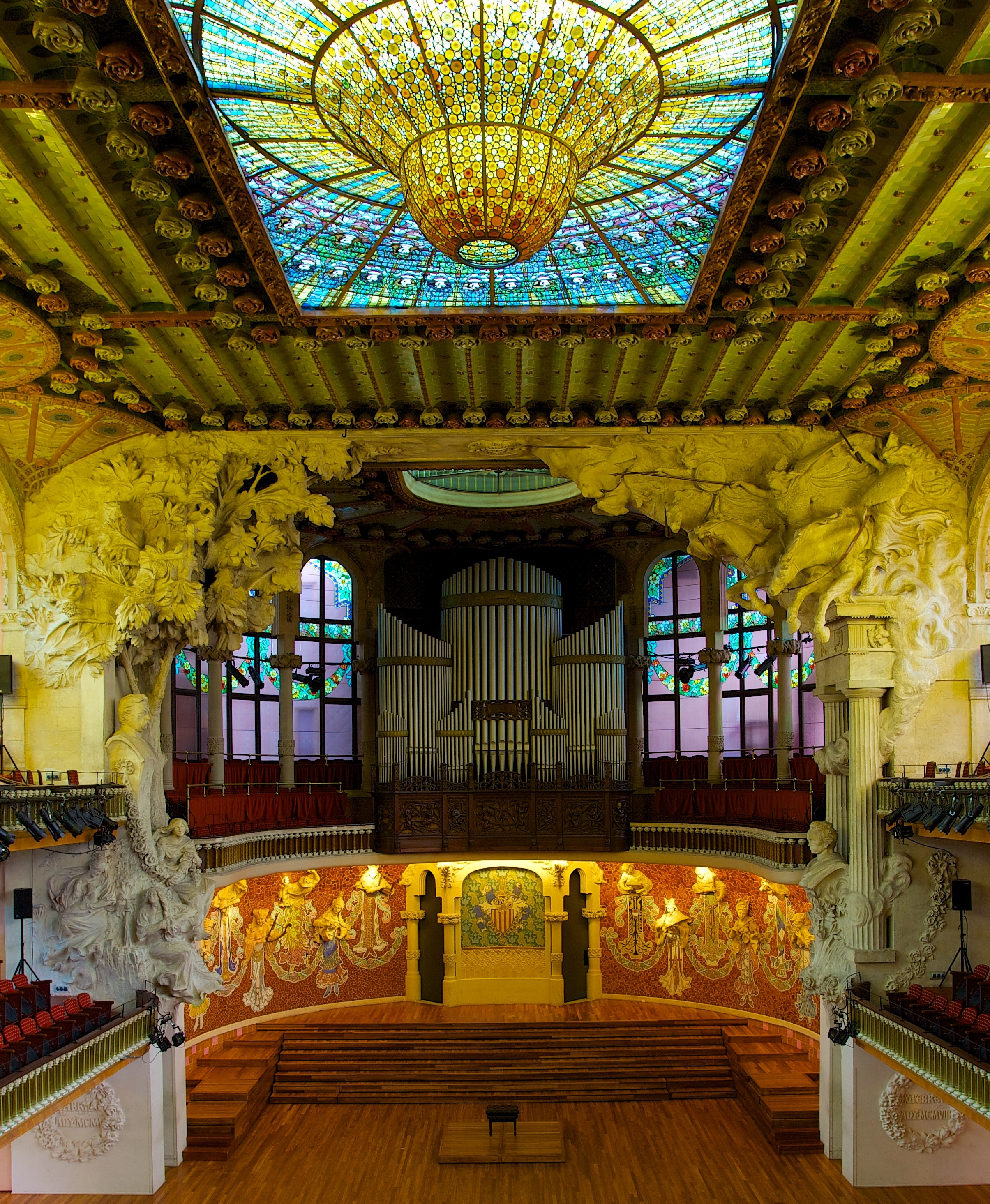
Intérieur du Palais de la musique catalane, à Barcelone.

Le modernisme catalan est un mouvement artistique d'origine catalane inscrit dans la tendance de l'Art nouveau en Europe et dans la continuité de la renaissance catalane.
Le modernisme catalan se développa principalement, en particulier dans les arts décoratifs (architecture et architecture d'intérieur), pendant un demi-siècle, entre 1880 et 1930. Il a été fortement soutenu par la bourgeoisie catalane cultivée qui, par son mécénat, voulait ainsi satisfaire son élan de modernité, exprimer son identité catalane et démontrer sa richesse et distinction. Comme pour la sécession hongroise, la dimension nationale du mouvement, marqué par l'« idée d’une architecture moderne nationale [catalane] », le distingue des autres formes de l'art nouveau en Europe où prédomine une approche supranationale.
Le modernisme catalan a influencé aussi d’autres zones d’Espagne ayant connu, comme la Catalogne, un important développement économique au début du XXe siècle, comme Carthagène, où l’architecte Víctor Beltrí a réalisé plusieurs édifices modernistes.
Le Musée du Modernisme catalan, situé rue Balmes, dans l'Eixample de Barcelone, est consacré à ce mouvement artistique, ainsi que le Musée d'art de Cerdanyola, dans la ville de Cerdanyola del Vallès.

## Historique

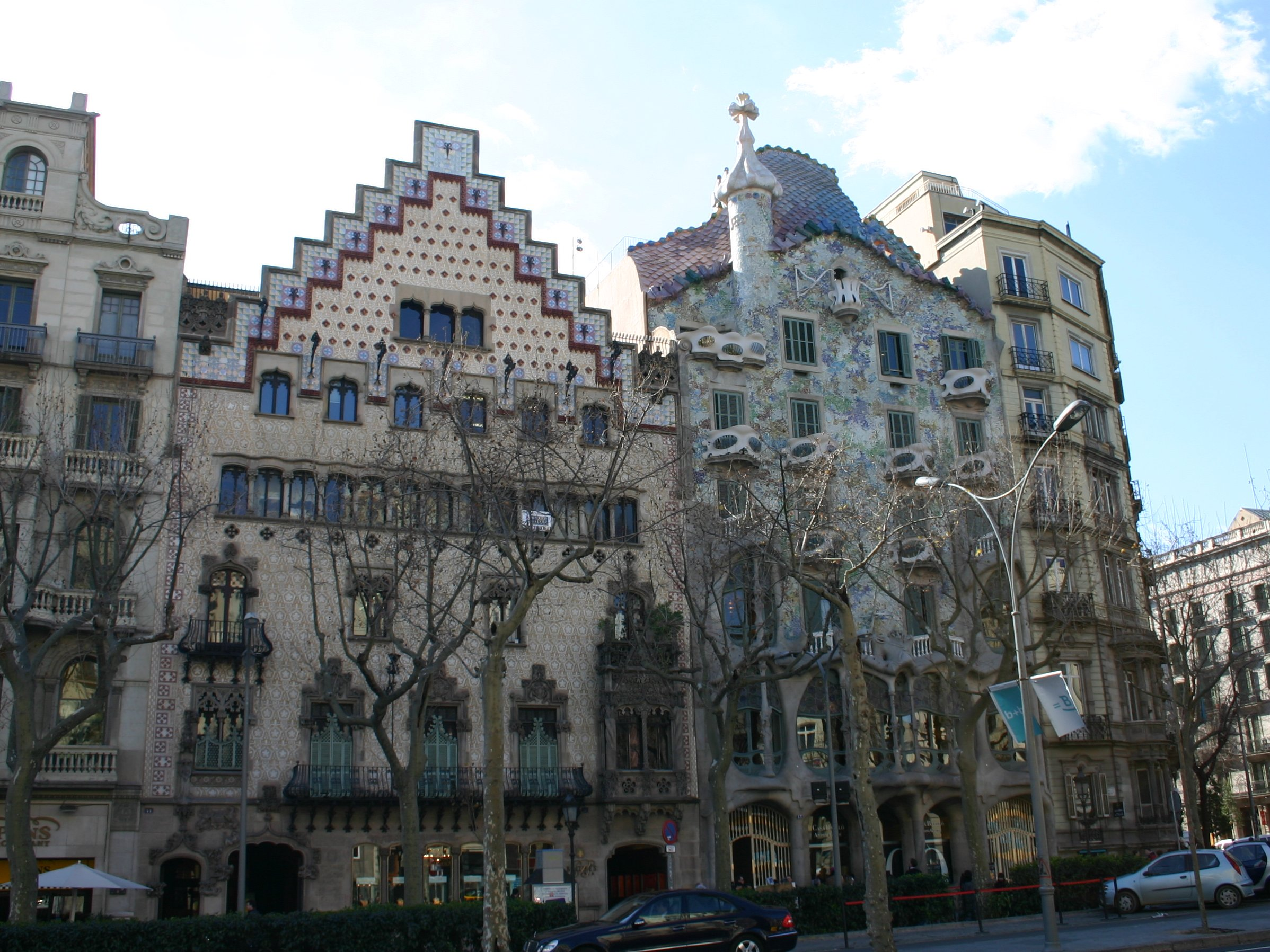
Édifices modernistes sur le Passeig de Gràcia, Illa de la Discòrdia à Barcelone.

À la suite de l’industrialisation du continent durant la première moitié du XIXe siècle, un débat naquit en Europe sur la façon de maintenir les idées académiques classiques – dont le néoclassicisme était le dernier représentant – en même temps qu’avançait l’innovation, l’expérimentation, le développement économique industriel et la création de nouveaux biens matériels.
Les tendances architecturales qui surgissent veulent rompre avec les critères traditionnels, recherchant de nouvelles formes d’édification, les yeux rivés sur le XXe siècle, et réservant une place privilégiée à l’esthétique. Ce mouvement résulte de la Révolution industrielle, déjà installée dans divers pays, et des avancées techniques dérivées, comme l’électricité, le chemin de fer et la machine à vapeur, innovations qui changèrent complètement les modes de vie de la population et furent à l’origine du déploiement des villes où s’installèrent les industries.
Le modernisme est un style urbain et bourgeois. Ce fut également un mouvement international et connu sous différents noms en Europe : Art nouveau en France et en Belgique, Modern Style ou Glasgow Style en Écosse et au Royaume-Uni, Jugendstil en Allemagne, Sezession en Autriche, Liberty en Italie, etc.
Cependant, en Catalogne, ce mouvement eut une personnalité propre et des implications suffisantes pour considérer le « modernisme catalan » comme un mouvement autonome, tant par la grande quantité d’œuvres, que par leur qualité et le nombre d'artistes de premier ordre. Stylistiquement, ce fut un mouvement hétérogène avec de grandes différences entre les artistes, chacun avec une sensibilité différente, mais avec un même esprit, une volonté de moderniser et d'européaniser la Catalogne.
La récupération du passé architectural médiéval promue par John Ruskin et Viollet-le-Duc, l'esthétique de William Morris, Walter Crane, Mackmurdo, Mackintosh, entre autres, fut la base de la rénovation artistique. Les modernistes croyaient en l'imagination créative comme créatrice de symboles, par opposition à la pensée dominante qui pensait l'art comme représentation objective de la réalité. Partout dans le monde, et plus singulièrement en Catalogne, le Modernisme représentait la liberté de création de formes nouvelles et qui avaient été jusqu'alors refusées par l'académisme.
Ces nouvelles tendances sont évidentes dans plusieurs domaines artistiques tels que l'architecture, la sculpture, la peinture, les arts décoratifs (avec des matériaux et supports variés, céramique, mosaïque, verre, bois, textile, fer, appliqués à toutes sortes d'objets, lampes, bijoux, verres, vaisselle, mobilier et mobilier urbain), la littérature et la musique.
En architecture, il est classique de considérer que le modernisme catalan commence en 1888, l'année de la première exposition universelle de Barcelone, mais les prémices du modernisme se retrouvent dès 1871 dans les cours de la nouvelle École provinciale d'architecture de Barcelone qui était alors dirigée par Elies Rogent i Amat (1821-1897) et dans les œuvres de Josep Domènech i Estapà - malgré lui, puisqu’il refusa explicitement de suivre le modernisme. Le mouvement naquit du bouillonnement artistique et de la fièvre constructrice qui suivit la destruction des murailles qui ceinturaient Barcelone, de la formidable impulsion du plan Cerdà, de la construction de l'Eixample afin d'unir les villages qui entouraient la ville médiévale de Barcelone, en lançant la construction, en 1860, des 1 100 hectares de terrains vagues jusqu’alors considérés comme terrains militaires, évolution qui valut à Barcelone son surnom de « Ville des prodiges ». Il est également classique de situer sa fin avec la seconde exposition universelle de Barcelone en 1929, dominée par le noucentisme, bien que le mouvement commença à s'essouffler bien avant.

## Architecture

### Origine

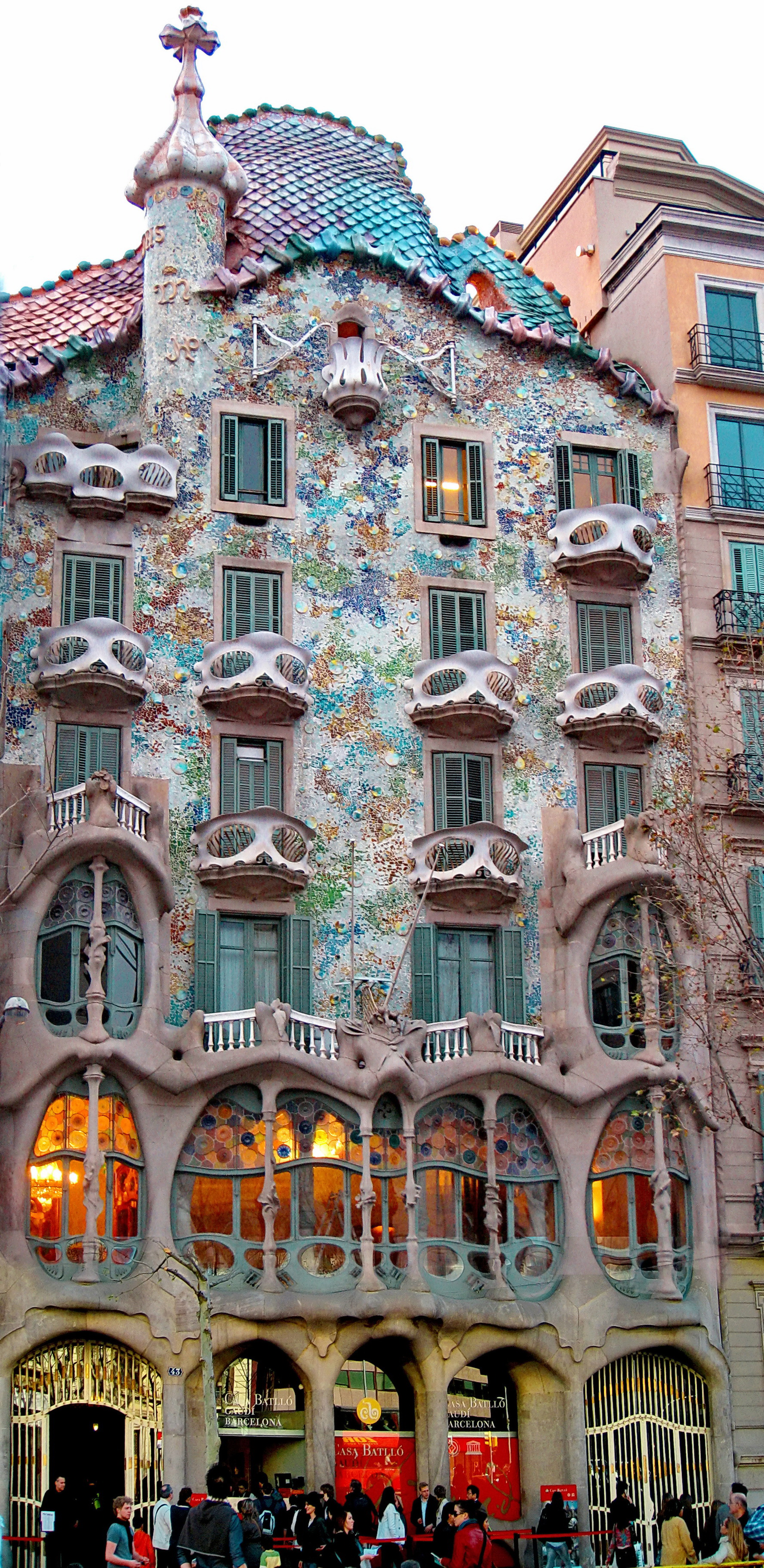
La Casa Batlló de Gaudí.

Durant les dernières décennies du XIXe siècle et durant le premier quart du XXe siècle, la bourgeoisie catalane, tant industrielle que rurale, trouva dans l’architecture moderniste un chemin de compromis. Ce mouvement se traduisit par une rénovation artistique en parallèle d’autres arts contemporains, la recherche de nouvelles expressions formelles, la volonté de se situer dans une modernité d’envergure européenne. Elle présentait des similitudes conceptuelles et stylistiques avec diverses variantes de l’Art nouveau qui se développait en Europe à la même époque. Les centres artistiques étaient les villes qui se trouvaient traditionnellement à la périphérie des grands mouvements culturels : Glasgow, Bruxelles, Nancy, Vienne et dans une moindre mesure Paris.
En Catalogne, ce processus se singularisa et se renforça selon trois aspects. Il se développait dans la continuité de la Renaissance catalane (1833 – 1880), il tombait au moment où il existait un pressant besoin d’évolution et de rénovation politique et sociale, et alors qu’au même moment, la plupart des villes de Catalogne s’agrandissaient à un rythme hors de toutes comparaisons depuis la Renaissance : Girone, Tarragone, Reus, Sabadell, Terrassa, Mataro et surtout Barcelone avec son plan Cerdà lancé en 1859 et qui multiplia par 20 la taille de la ville.
Durant les dernières années du XIXe siècle, Barcelone se convertit en la métropole la plus importante du sud de l’Europe, tant au niveau démographique, économique, culturel, avec une multiplication des publications, des éditions, des revues, des journaux et des associations. Les intellectuels profitèrent de ces capacités de communication pour ouvrir un débat sur la sécularisation et l’ouverture, la libéralité, et en général sur un thème officieux : les valeurs établies étaient en crise, les conséquences sociales de l’industrialisation et les particularités de la culture catalane soumise à l’Espagne. L’orientation artistique vers l’Europe ne se fit pas attendre : les autres arts prirent le relais de la littérature et il fallait construire et décorer l’Eixample – extension urbaine de Barcelone – qui se développait à un rythme phénoménal.
Le plan Cerdà, concrétisa cette volonté en lançant la construction de la célèbre extension urbaine, l'Eixample. Un district favorisant la biodiversité. Une pensée moderniste grandement partagée par l'architecte Antoni Gaudí dans son utilisation de la nature comme d’un modèle. Au cœur de l’Eixample, se trouvent plusieurs de ses œuvres telles que la Casa Batlló et la Casa Milà (La Pedrera). Cette tentative de naturalisation, peut être vue comme une entreprise allant à l’encontre du processus de construction excessive.
Les prémisses qui donnèrent naissance à ce mouvement en Catalogne sont clairement décrites dans le texte de Lluís Domènech i Montaner (1849-1923) En busca de una arquitectura nacional (à la recherche d’une architecture nationale), publié en 1878 par la revue La Renaixensa.

« Le mot de la fin sur toutes ces discussions sur l’architecture, la question centrale de toutes ces critiques tourne autour de l'idée d’une architecture moderne nationale »

— Domènech i Montaner, La Renaixensa (1878)
Ce document reste proche du courant éclectique mais Domènech met alors en évidence deux aspects : une volonté d’inspiration des styles historiques nationaux, tels que l’architecture médiévale, et la confiance dans la créativité et le savoir-faire de l’architecture pour utiliser les styles idoines. Cet article fut immédiatement commenté par Gaudi, Fontserè, Domènech i Estapà, Vilaseca, Martorell i Puig i Cadafalch.

### Exposition universelle
C’est dans ce contexte, qu'il faut situer les premières productions du même Domènech i Montaner, tels que Editorial Montaner i Simón (Barcelone, 1879-1885) — siège contemporain de la Fondation Tàpies — ou les travaux réalisés pour l'exposition universelle de Barcelone (Le Café restaurant et l’hôtel international, aujourd’hui disparus et l’arc de triomphe de Josep Vilaseca). Ces bâtiments sont représentatifs des principales caractéristiques du premier modernisme : des références diffuses à l’architecture gothique catalane, l'omniprésence des éléments ornementaux et décoratifs, l’utilisation de méthodes de constructions traditionnelles catalanes – les tuiles vernissées, la voûte catalane, le fer forgé – alliées à des produits et techniques industriels : structures métalliques en fonte d’acier, briquette et céramiques nues.
Matériaux et techniques de construction

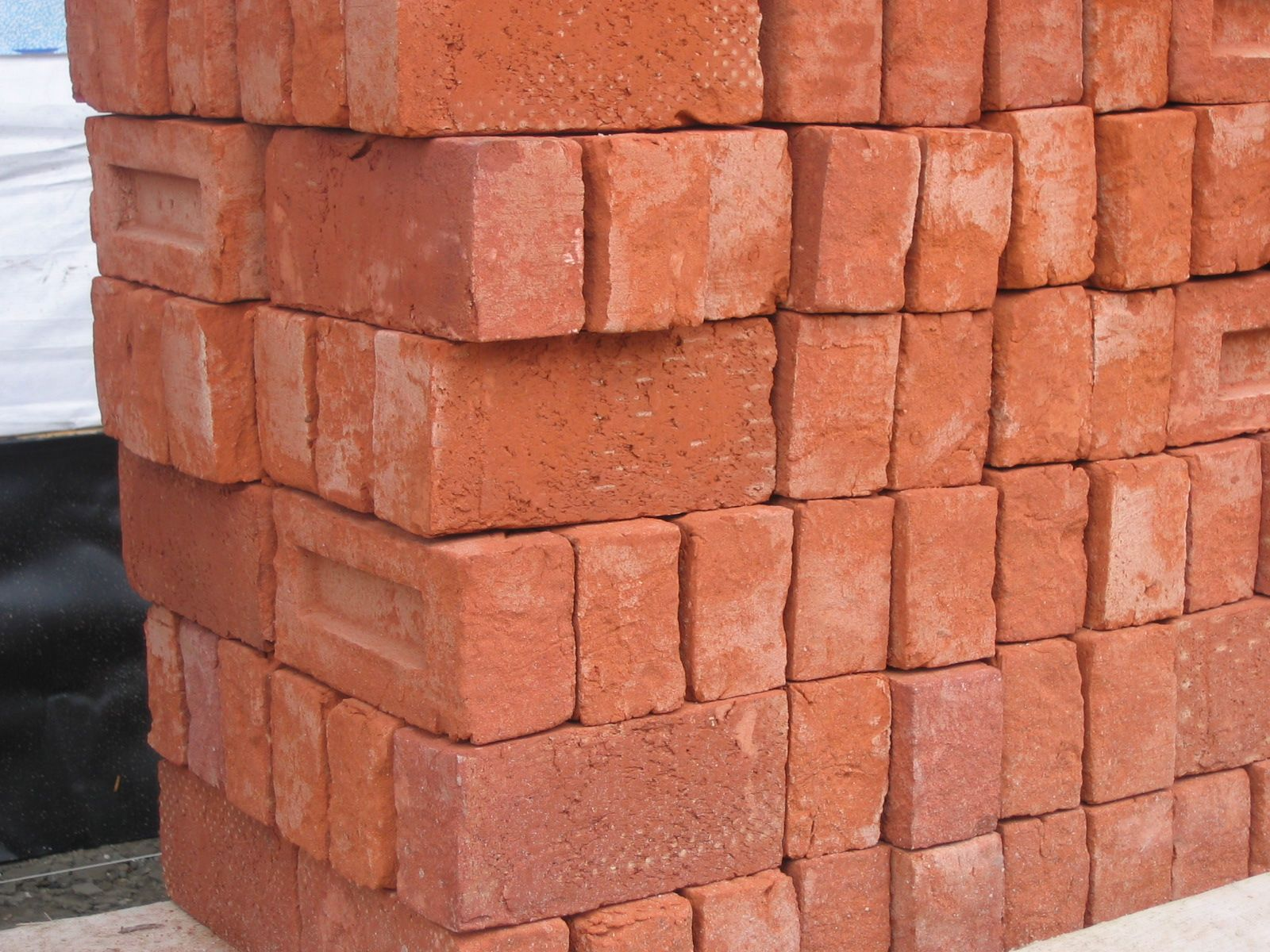
Briquette.
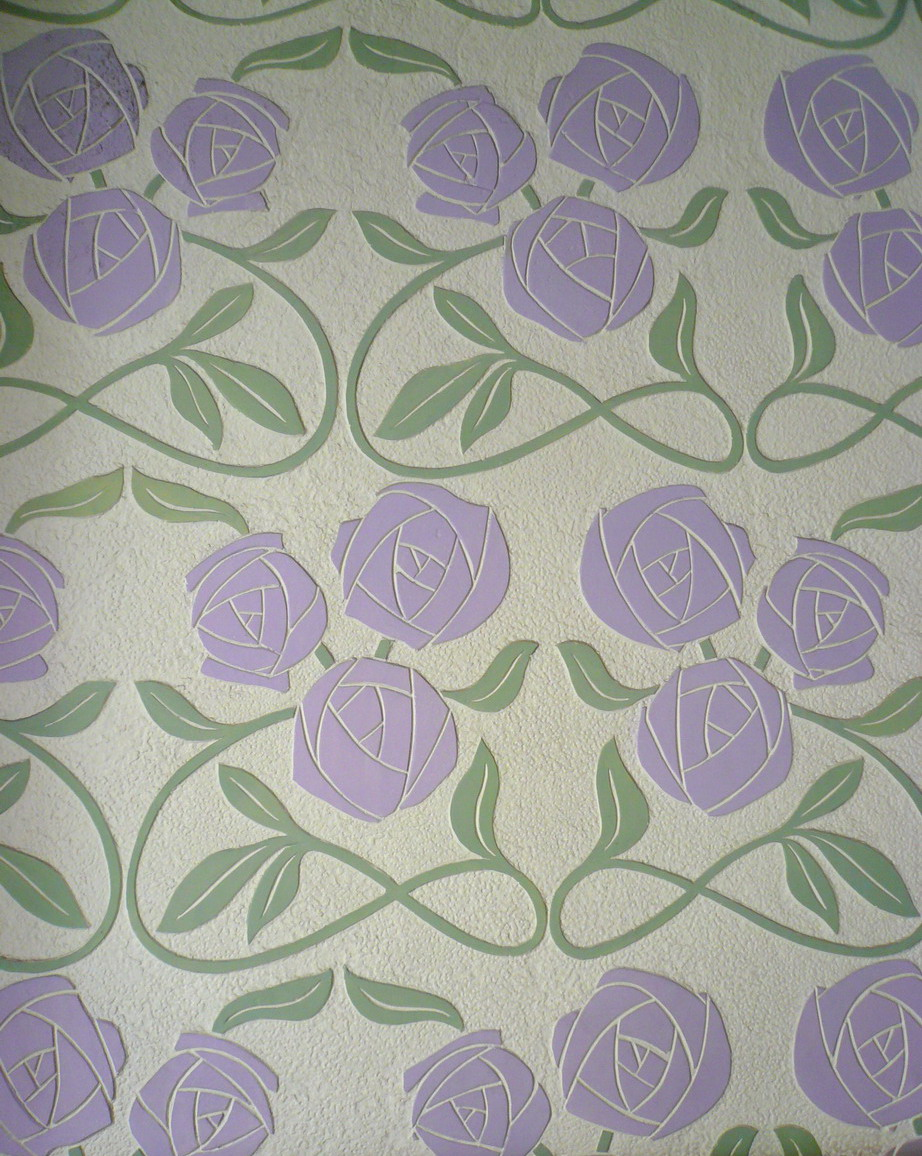
Stuc
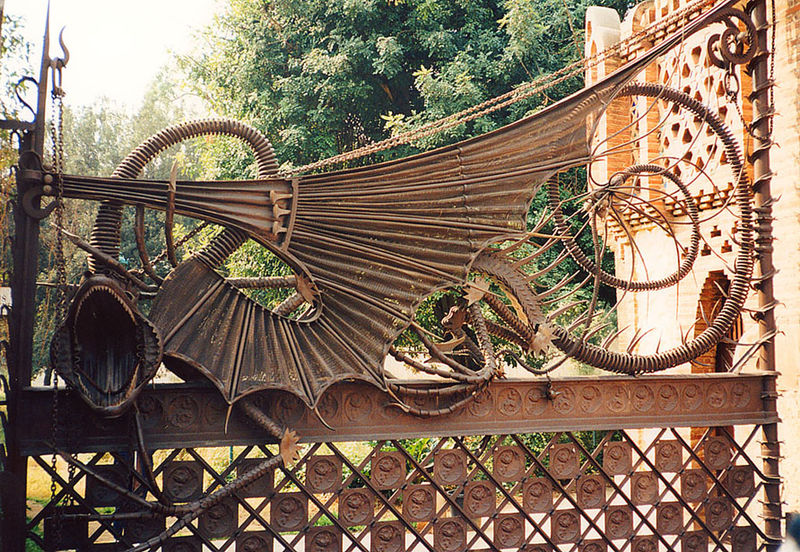
Fer forgé
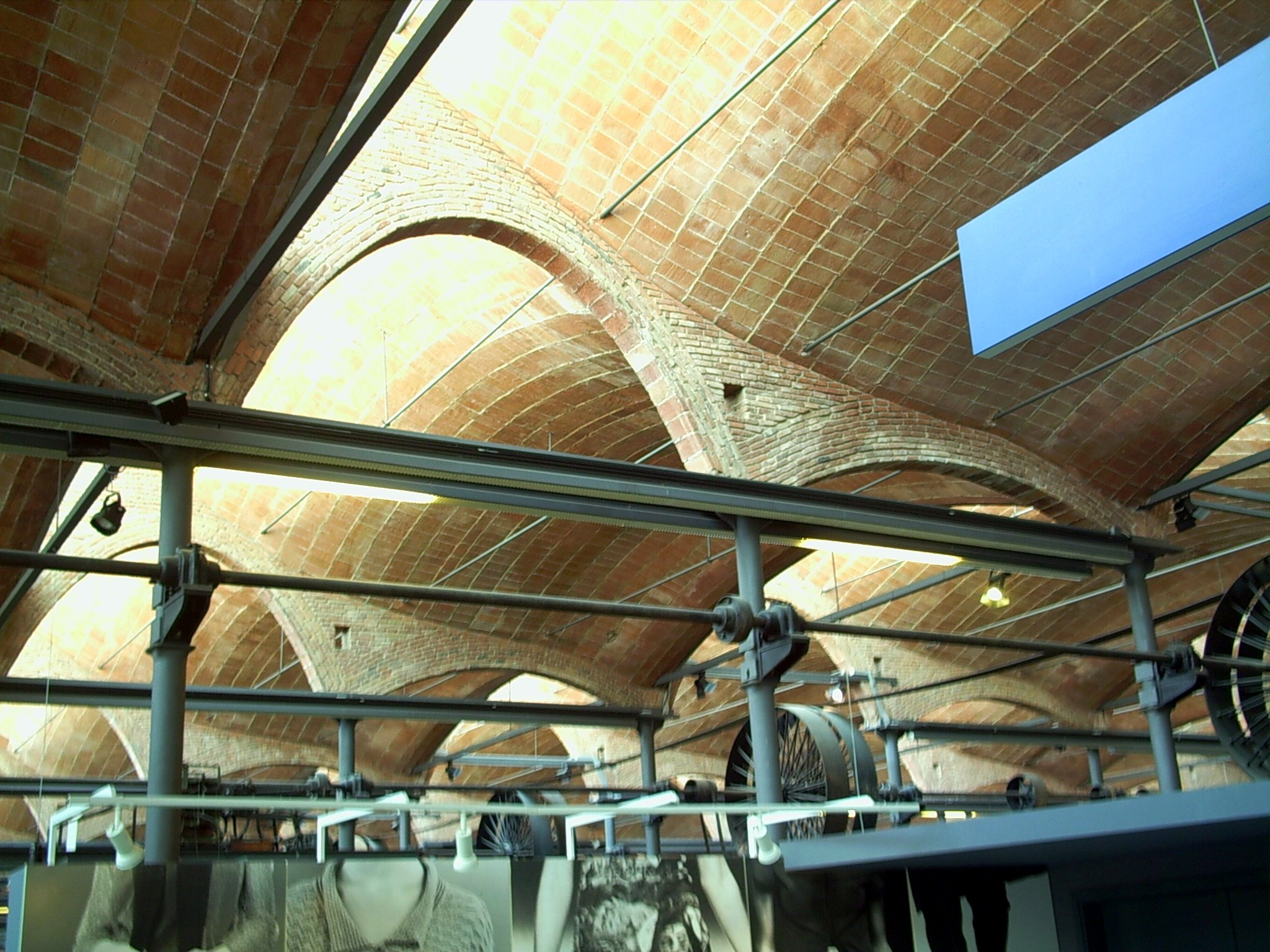
Voûte catalane

Avec la puissance économique qui suivit l’exposition universelle, une série de bâtiments innovants furent construits. Ils supposaient une profonde recherche formelle. Le recours à une ornementation détaillée, les motifs végétaux, les lignes courbes et les couleurs des façades et des intérieurs commencèrent à se développer avec les premières œuvres d’Antoni Gaudi, qui fut l’architecte le plus influent du mouvement. Ces recherches se retrouvent également dans une série de maisons urbaines pour la bourgeoisies conçues par Lluís Domènech i Montaner (Casa Roura, Canet de Mar, 1889-92 ; Palau Montaner, Barcelone, 1889-1893 ; Casa Thomas, Barcelone, 1895-98 ; et Casa Rull, Reus, 1900).
Ces œuvres supposèrent l’expansion du mouvement à l’ensemble de la Catalogne durant la dernière décennie du XIXe siècle, lorsque se construisirent, au centre des principales villes catalanes, des bâtiments et hôtels particuliers bourgeois aux caractères très marqué. Josep Puig i Cadafalch (1867-1956) fut l’un des principaux architectes. Il conçut la Casa Martí (Barcelone, 1895-96), où s’installa la célèbre brasserie Els Quatre Gats, la Casa Coll i Regàs (Mataró, 1897-98) et la Casa Ametller (1898-1900). Il utilisa dans ces réalisations un schéma formel rigoureux, mélangeant des images médiévales de palais catalans et européens. D’un autre côté, les intérieurs des édifices furent richement décorés par les travaux conjoints d’artisans de grande qualité : ébénistes et forgerons d’arts par exemple.
Le quartier barcelonais de l’Eixample est un exemple caractéristique d’extension urbaine de cette époque. Entre les constructions rigoureuses des maîtres d’œuvre, commencèrent à s’intercaler des bâtiments d’une grande originalité et d’une grande qualité urbaine. Les meilleurs exemples se trouvent dans les espaces chanfreinés, petits ou grands, qui obligèrent la recherche de nouvelles solutions spatiales, comme celles de la Casa Llopis Bofill, d'Antoni Gallissà (1902) ; la Casa Pomar, de Joan Rubió i Bellver (1904-05) ; la Casa Terrades (dite casa de les Punxes), de Puig i Cadafalch (1903-1905) ; ou la Casa Lleó Morera, de Domènech i Montaner (1903-05). L’utilisation de céramique de verre, de brique nue et les stratigraphies enrichirent les façades des bâtiments d’habitations qui profitaient en parallèle de riches intérieurs, tant par les matériaux que par le mobilier, à fin de créer l’environnement domestique chaud et bourgeois auquel ils étaient destinés.

### Tournant du siècle

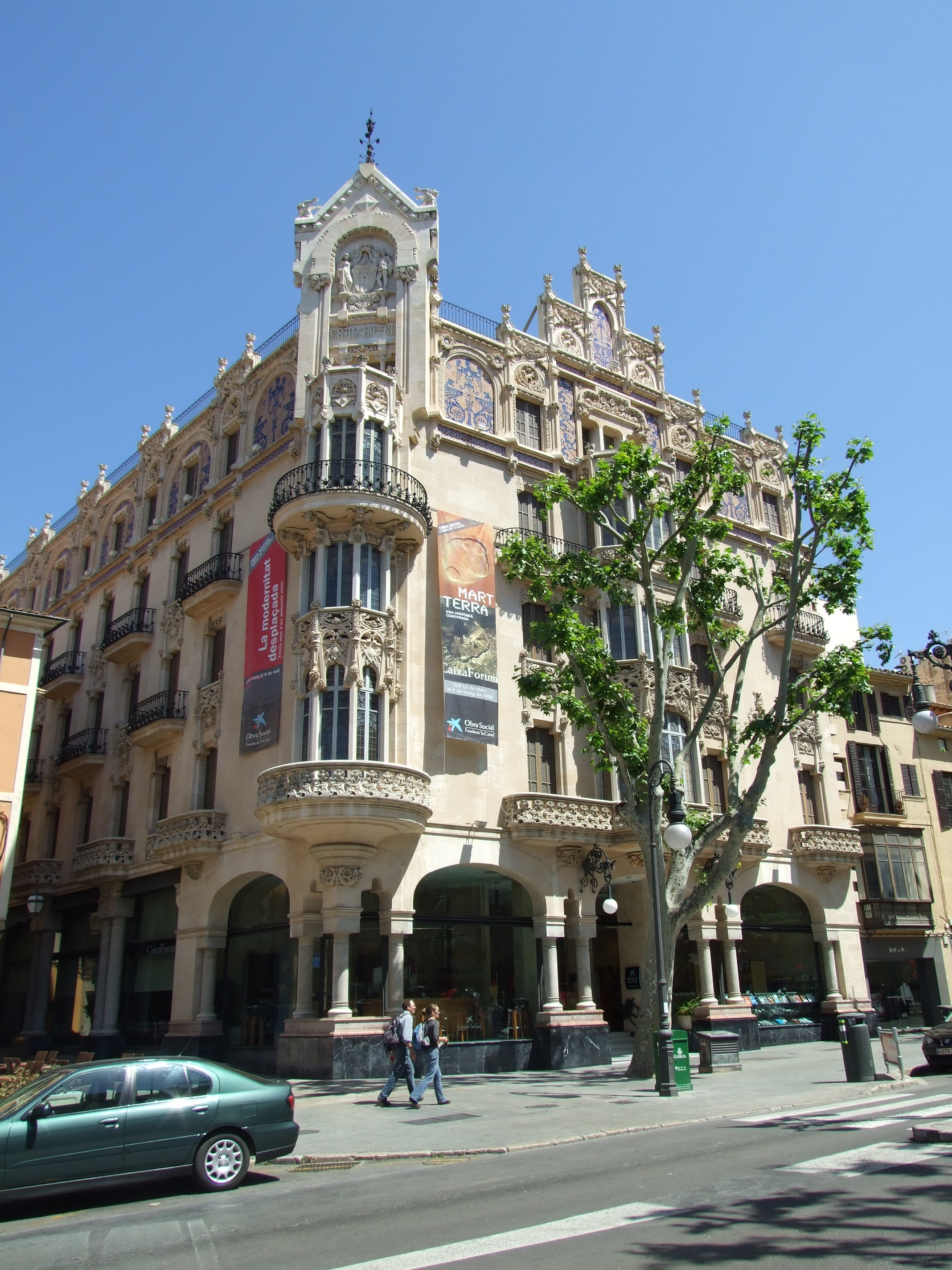
Le Gran Hotel, à Palma de Majorque, conçu par Lluís Domènech i Montaner en 1903.

Au tournant du siècle, le répertoire formel et stylistique se renouvela, d’une part par le contact avec d’autres mouvements européens, de la puissante influence d'Antoni Gaudí et par les commandes d’édifices publics de grandes dimensions. Domènech i Montaner construisit l'Institut Pere Mata de Reus (1897-1919) et initia l’immense œuvre de l'Hospital de la Santa Creu i Sant Pau (1902-1912). Dans les deux œuvres, la complexité du programme est résolue avec un certain rationalisme architectural dans la disposition des divers pavillons, accompagnés d’un prudent traitement de l’ornementation et d’un plan clair. Le projet le plus célèbre de l’œuvre de Domènech i Montaner est probablement le Palais de la musique catalane (1905-1908), siège et auditorium de l’Orféo Català qui devait occuper un emplacement au dessin complexe de la vieille ville de Barcelone, limité par un espace au sol peu standard, dans l'environnement urbain dense, étroit et sombre d’un quartier médiéval. Via une structure métallique innovante, il créa de grands espaces baignés par la lumière du jour qui entre par des immenses vitraux aux couleurs spectaculaires qui enserrent l’édifice.
Parmi ces développements, il faut citer le précédent notable du Cellier Güell de Francesc Berenguer (Garraf, 1888-1890), et la Fabrique Casaramona, de Puig i Cadafalch (Barcelone, 1909-1911). Toutes deux sont des œuvres rationalistes qui associent une grande expressivité par l’utilisation d’arcs paraboliques et de voûtes catalanes nues. Avec ces mêmes outils, Cèsar Martinell (es) construisit des coopératives agricoles dans la région de Tarragone (el Pinell de Brai, Gandesa et Nulles, 1918-1920) et dans la région du Vallès (Sant Cugat del Vallès). Ce sont des exemples de sobriété formelle et d’efficacité créative à partir de techniques et matériaux traditionnels représentatifs du modernisme catalan.

### Essoufflement

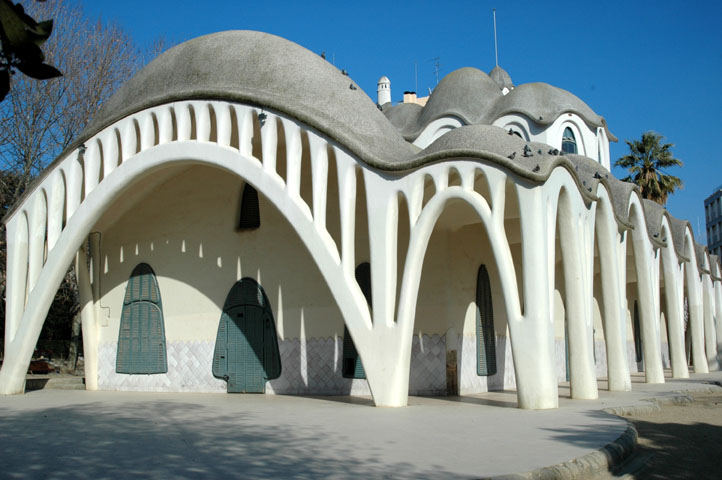
La Masia Freixa, à Terrassa, par Lluís Muncunill i Parellada

À partir de 1906, le modernisme commença à perdre de l’influence, à la faveur du développement du noucentisme, mouvement universaliste impulsé par Eugeni d'Ors. En 1907, la casa Batlló, un des chefs-d’œuvre de Gaudi, manqua le prix de la ville de Barcelone au profit d'un bâtiment sobre et fonctionnel, le Collège Comtal, conçu par Bonaventura Bassegoda i Amigó. En parallèle plusieurs architectes se libérèrent totalement des références historiques qui avaient fondé le mouvement. Rafael Masó (1880-1935) appliqua librement l’ornementation dans des volumes asymétriques de la Farinera Teixidor (Girone, 1910-1911). Postérieurement, l’architecture se dirigea vers une géométrie de plans et de lignes orthogonales, influence évidente de l’architecture viennoise. Ce renforcement culmina avec la Casa Masramon (Olot, 1913-1914), où la volonté représentative du bâtiment reste soumise à une sobriété des volumes, de l’ornementation et du traitement des matériaux.
D’un autre côté, cette période vit la construction d’une série d’œuvres qui partageaient le recours à des formes vibrantes et organiques, tentant de maximiser l’expressivité. La fabrique textile Vapor Aymerich, Amat i Jover (Terrassa, 1907-1908) et la Masia Freixa (ca) (Terrassa, 1907-1910), toutes deux remaniées en résidences, par Lluís Muncunill i Parellada (es), montrent comment la répétition du recours aux arcs et aux voûtes détermine complètement l’architecture dans des espaces d’une grande sensualité. Ce fut un peu ce qui se passa pour les bâtiments résidentiels de la Casa Comalat (Barcelone, 1906-1911), de Salvador Valeri i Pupurull, et Casa Sayrach (Barcelone, 1918), de Manuel Sayrach i Carreras, où les références organiques et les formes courbes permettent une image fantastique complètement éloignée des styles et thèmes historiques.
Un des disciples de Gaudi, Josep Maria Jujol (1879-1949), fut l’un des représentants les plus tardifs de l’architecture moderniste. Ses œuvres – la Torre de la Creu (1913) et Can Negre (1915-1926), toutes deux à Sant Just Desvern, le Teatre Metropol (Tarragone, 1908), l'église du sacré-cœur de Vistabella (La Secuita, Tarragonès, 1918-23), et le Sanctuaire de la Mère de Dieu de Montserrat (Montferri, Alt Camp, 1926-31) – montrent une sensibilité formelle au service d’une profonde piété et un lien intense avec la tradition rurale catalane. La liberté avec laquelle Jujol traite les éléments décoratifs et les objets traditionnels lui a valu d’être attaché – formellement mais non essentiellement – aux courants artistiques postérieurs, tels que le surréalisme ou l’art brut.
Traits architecturaux

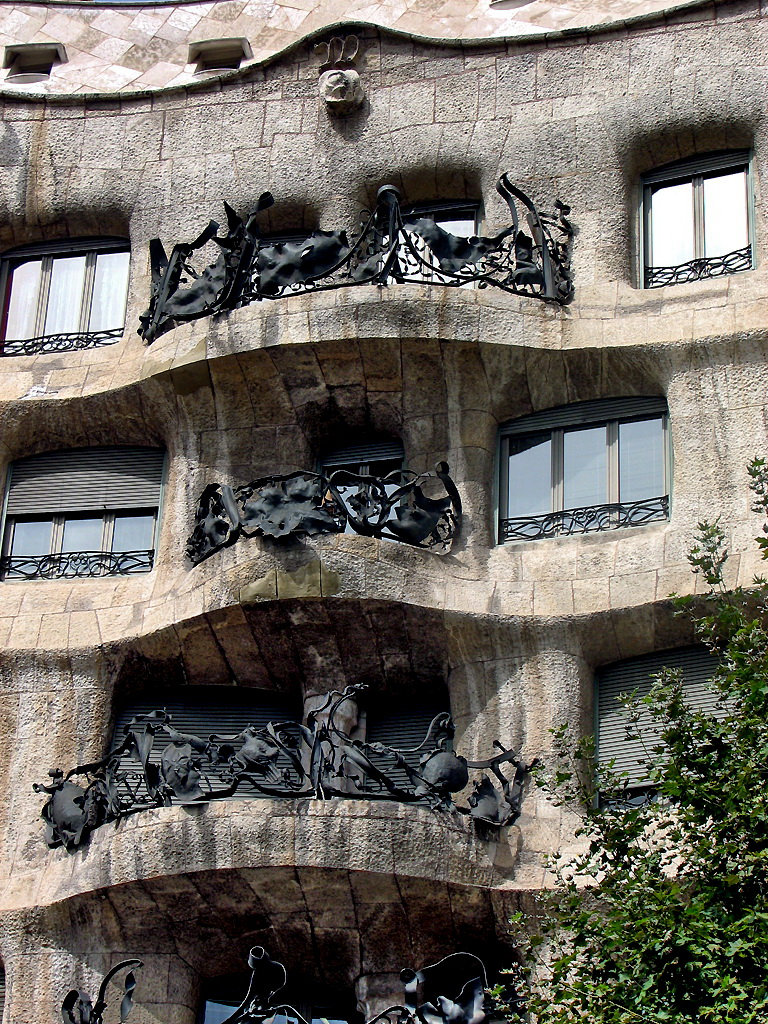
Prédominance de la courbe sur la droite.
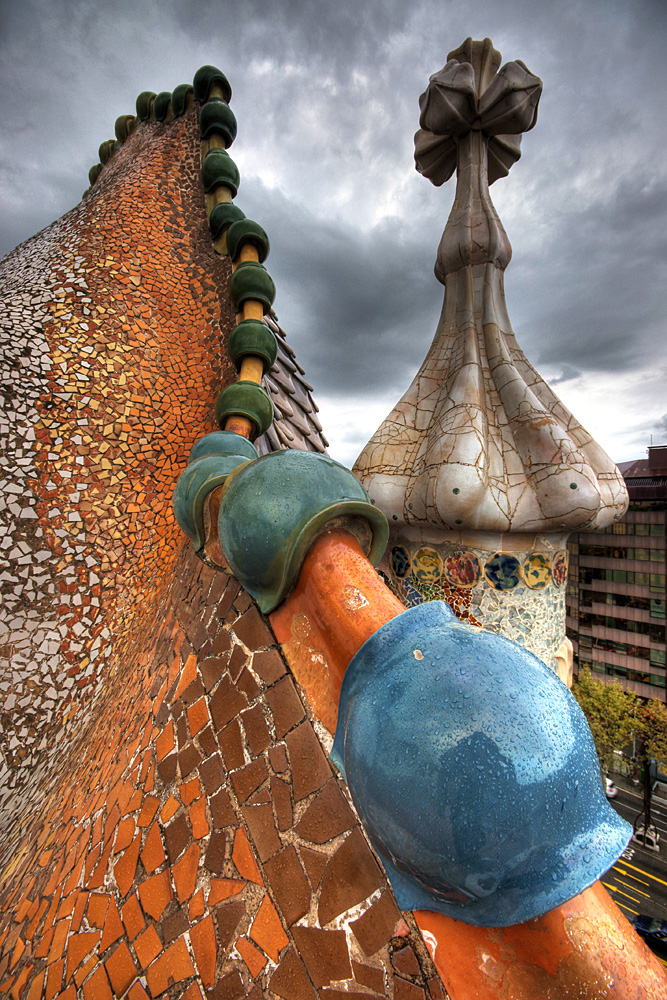
Asymétrie des formes.
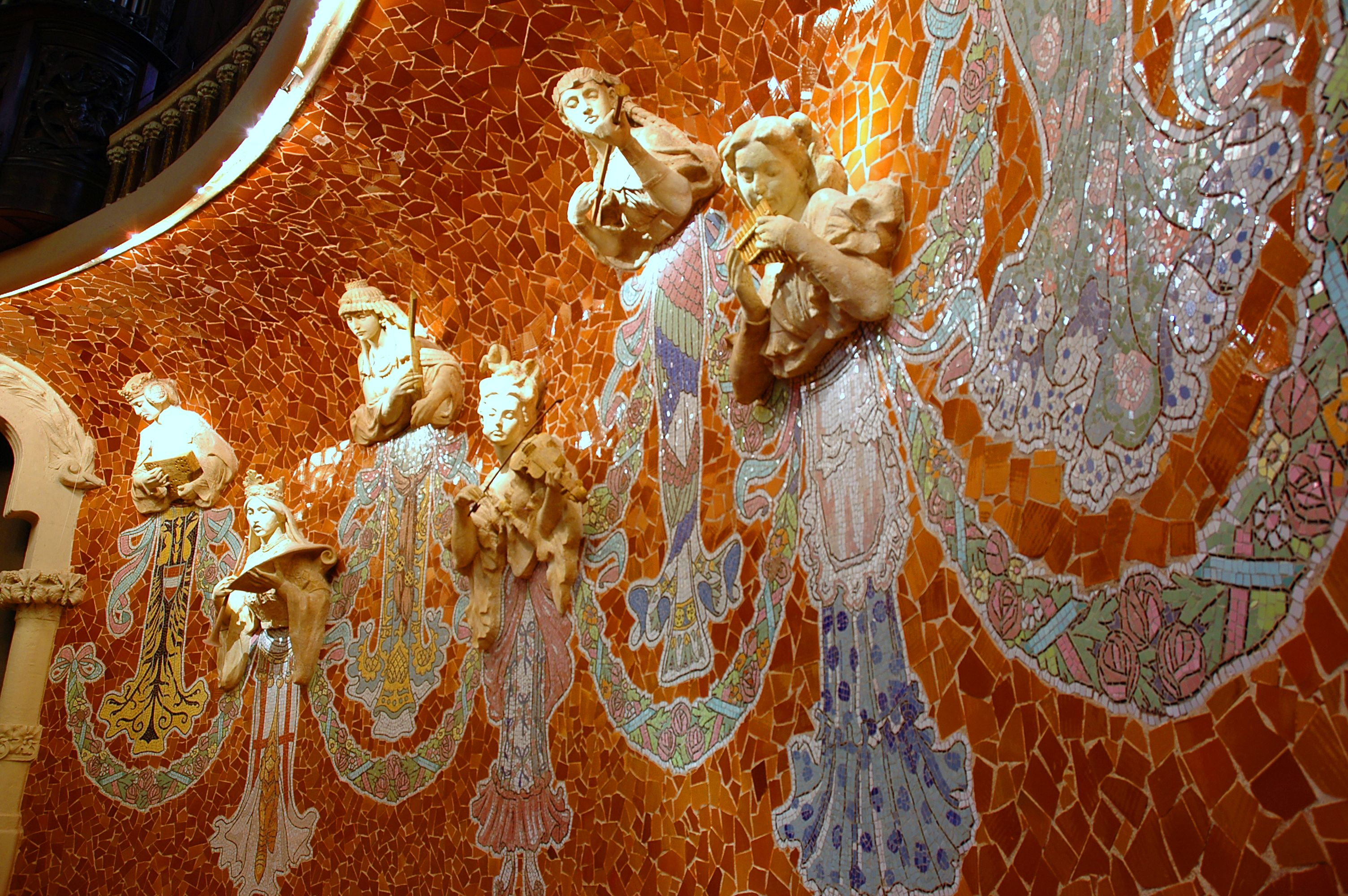
Détaillisme de la décoration dans la recherche esthétique.
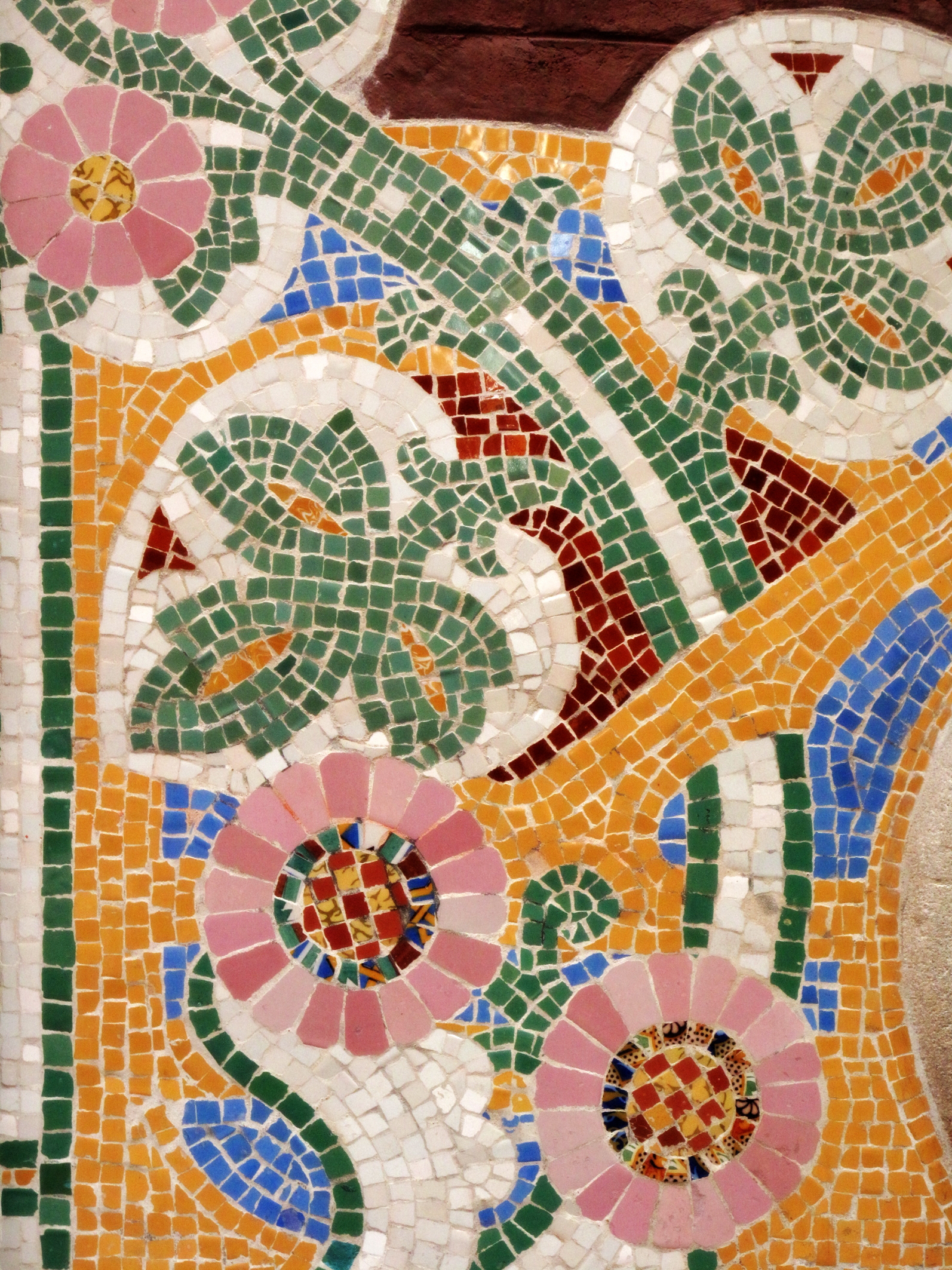
Utilisation fréquente de motifs végétaux et naturels.
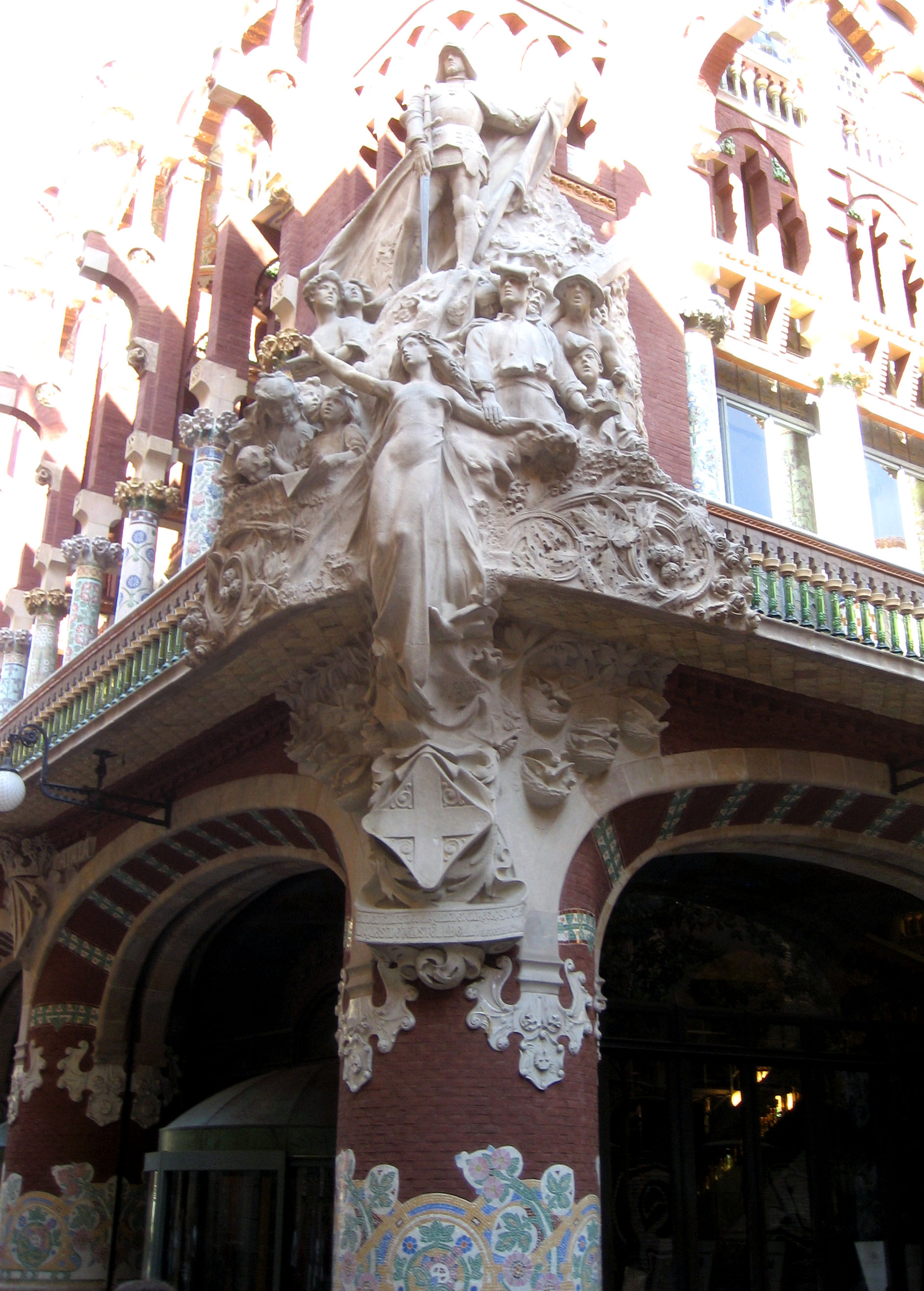
Bustes de femmes[6].

Le modernisme disparaît complètement durant la troisième décennie du XXe siècle, comme il était advenu auparavant à l’Art nouveau dans toute l’Europe. Parmi les causes de cette décadence, on note la difficulté à résoudre les nécessités de standardisation qui étaient demandé par la production industrielle moderne ainsi que par les logements sociaux, l’impact des avant-gardes artistiques du début du XXe siècle.
Au modernisme catalan succéda le noucentisme et le rationalisme architectural des décennies 1920 et 1930. En plus des techniques, les possibilités offertes par les nouveaux matériaux et la décoration furent désormais liées à un style moderne international et qui concentre son effort sur la création d’une unité entre technique, forme et ornementation, à l’opposé des racines du modernisme catalan.
À la fin du Modernisme Josep Puig i Cadafalch déclara :

« Nous tous avons obtenu un art moderne à partir de notre art traditionnel, le décorant avec des matériaux beaux et nouveaux et adaptant l’esprit national aux nécessités contemporaines »

— Puig i Cadafalch.

## Peinture

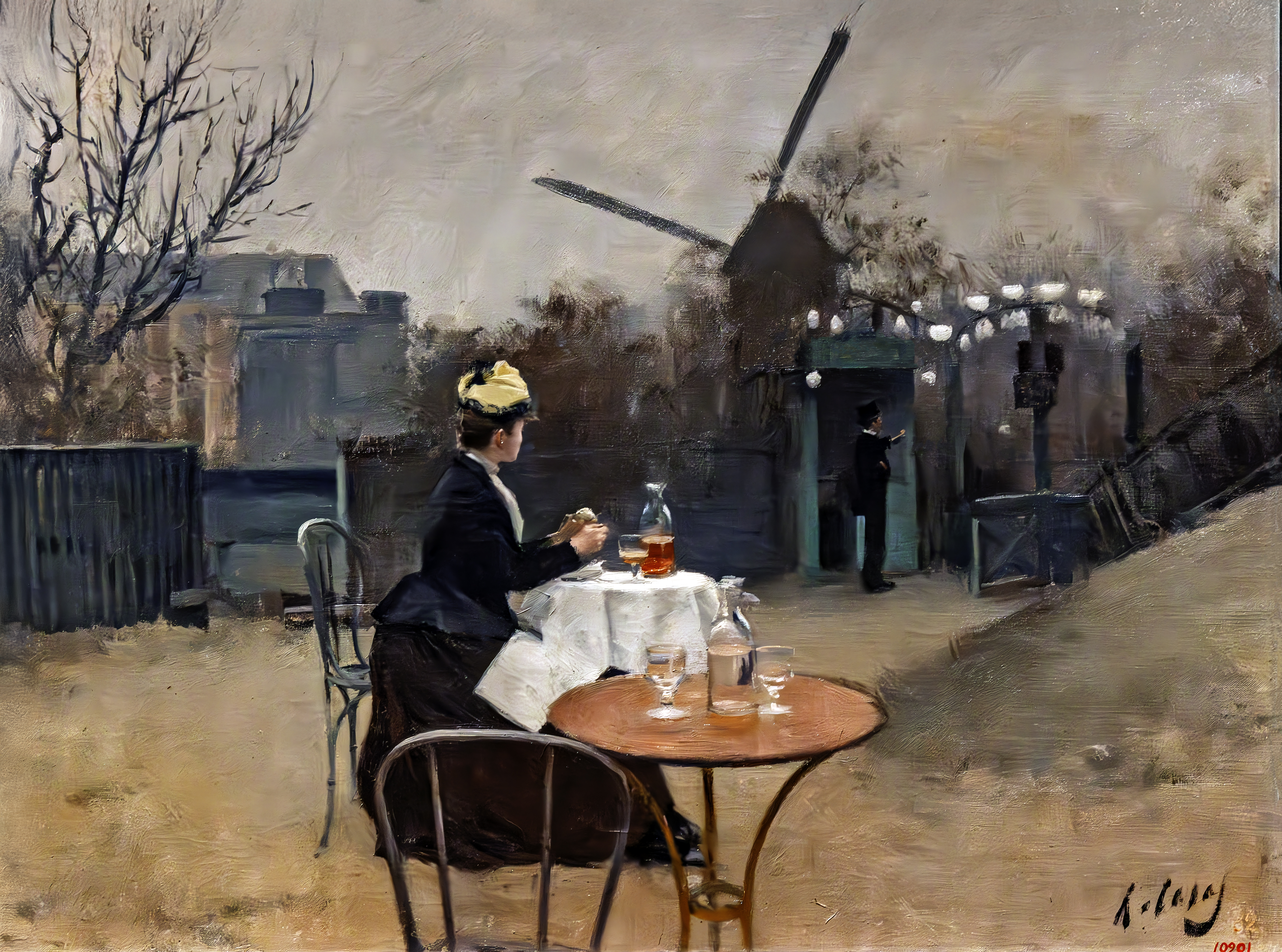
Plein air, Ramon Casas (MNAC).

Bien que les modernistes les plus célèbres eussent été des architectes, les premiers artistes catalans qui utilisèrent l’adjectif « moderniste » furent probablement, Santiago Rusiñol et Ramon Casas lors de leur retour de Paris au début des années 1890, d'où ils avaient ramené une vision grise, modérément impressionniste d’un Montmartre encore inconnu de la majorité, de divers lieux de France, et de Catalogne où se notent diverses influences. L’emblématique tableau de Casas Plein air (MNAC, vers 1891) et Le Sacré-Cœur en construction de Rusiñol, (1890, Musée d'Orsay) sont les exemples les plus connus de ce style.
Cette façon de peindre, influencée par Edgar Degas et James Whistler, parce qu’elle évite l’anecdote et les encadrements brillants pour se concentrer sur la peinture pure, semblait si nouvelle qu’elle déconcerta nombre d’amateurs et déplut à de nombreux autres, alors qu’elle commençait à plaire à ceux qui s’identifiaient à la modernité d’alors, initiant le modernisme pictural.
Rusiñol et Casas furent les grands noms de ce courant. En plus d’être peintre, Rusiñol était également un grand auteur en prose – dramaturge et journaliste – très populaire auprès d’un large public, et grand théoricien de la modernité culturelle dans la Catalogne d’alors. Quand quelqu’un se référait au modernisme, il plaisantait en le surnommant « le parti ». La peinture moderniste se présenta au public durant des expositions particulières dans les galeries barcelonaises, notamment la fameuse Salle Parés.
À leurs côtés, Alexandre de Riquer introduisit un modernisme différent : un art total – peinture, affiches, design, poésie – qui se basait sur un style aussi moderne que ceux de Rusiñol et Casas, mais opposé : le symbolisme. Le symbolisme de Riquer, très influencé par les Préraphaélites anglais, s’exprimait au travers de scènes de songes, avec des fées, des nymphes ou des anges qui se déplaçaient dans un contexte végétal de bois et des jardins, stylisés et épurés. D’autres noms sont également notables : Dionís Baixeras, Eliseu Meifrèn et Joaquim Vancells.

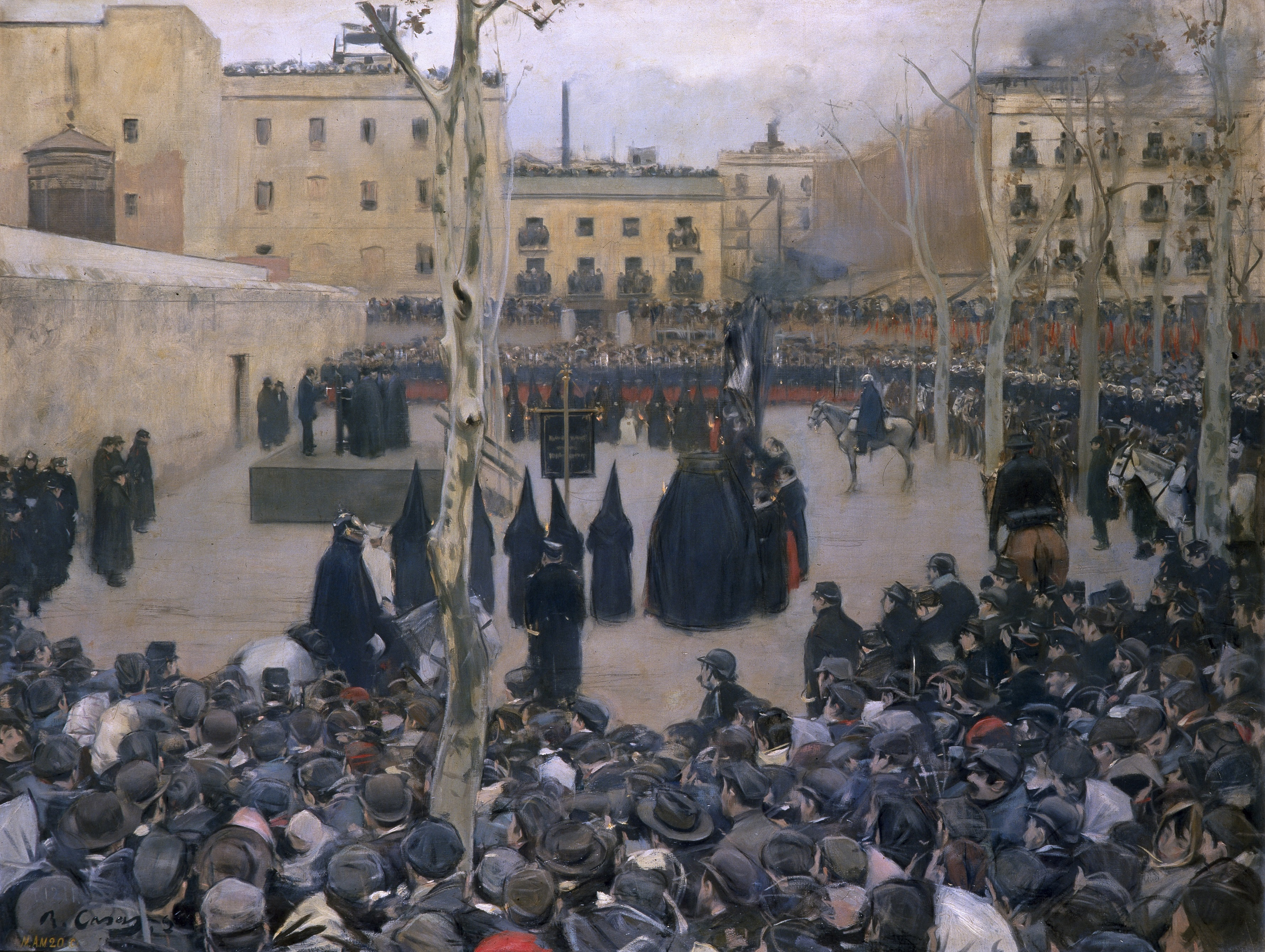
Garrot vil (1894), Ramon Casas. (Musée reine Sophia).

Les deux tendances coexistaient et Rusiñol réussit à se passer du symbolisme vers 1894, alors que Casas se montrait fidèle au modernisme réaliste, progressant chaque fois plus vers le réalisme. Il cherchait dans ses œuvres les plus ambitieuses l’écho des éléments principaux de la vie quotidienne vus avec un regard très moderne mais avec une volonté narrative, comme dans sa toile Garrot vil (1894), du musée Reine Sophia de Madrid.
Durant les années 1890, époque dorée du modernisme pictural, coexistèrent donc ces deux branches. Le symbolisme trouva son maximum durant la seconde moitié de la décennie, avec l’arrivée de nombreux peintres tels que Josep Maria Tamburini, Joan Brull et un jeune artiste aux nombreuses facettes, d’un grand poids dans la vie culturelle catalane : Adrià Gual, un temps membre du Colla del Safrà, et qui fut l’un des grands hommes de théâtre de Catalogne ainsi qu’un graphiste et un pionnier du cinéma catalan.
Sebastià Junyent, peintre et intellectuel, qui avait commencé avec un certain modernisme gris apparenté avec celui de Casas, réalisa par la suite, une grande quantité d’essais picturaux, parmi lesquels se trouvaient également le symbolisme et le primitivisme. Laureà Barrau et Manuel Feliu de Lemus, en revancha, vont être de bons représentants du modernisme le plus réaliste et Lluís Graner, en plus de peintre, fut capable de créer des spectacles modernistes où s’intégraient textes, musiques scénographie et souvent du cinéma, dans une autre tentative de réaliser un art total.
À leurs côtés, surgit la figure de Francesc Gimeno, un réaliste cru, au coup de pinceau léger et vigoureux, aux thèmes prosaïques, qui aurait dû être considéré comme aussi moderniste que les autres, mais qui vivait à la marge des groupes consacrés et qui dû attendre des années une reconnaissance.
Au groupe initial de Rusiñol et Casas, s’ajouta Miquel Utrillo, un homme très inquiet, dont on se souvient plus aujourd’hui comme promoteur d’art que comme peintre, et qui regroupa autour de lui le cercle des Els Quatre Gats, que les modernistes catalans de la fin du siècle utilisaient à la fois comme refuge, comme lieu de rencontre, de petits spectacles et salle d’exposition. Le même groupe, au travers des revues Quatre Gats (1899), Pèl & Ploma (1899-1903), Forma et Joventut (1900-1906), donna corps à une plateforme, un soutien et une promotion de support, de diffusion des nouveautés culturelles catalanes et internationales du moment.

## Sculpture
La sculpture moderniste catalane tenta de s’ouvrir davantage. Elle était en grande partie liée à l’architecture ; nombre des bâtiments modernistes sont célèbres pour être couverts de sculptures modernistes d'Eusebi Arnau, de Miquel Blay entre autres.
Cependant, la sculpture comme art indépendant ne fut notable qu’avec la production de Josep Llimona, qui, en plus des commandes publiques, réalisa de magnifiques marbres, en particulier des femmes (Desconsol, 1903, MNAC). Une grande personnalité propre se mêle à des influences d’Auguste Rodin et à la vigueur de celles de Constantin Meunier. Au sein de la sculpture moderniste catalane coexistent deux styles bien différenciés, l’un qui se rapproche du symbolisme, l’autre du naturalisme. Bien que Blay i Arnau soit surtout connu pour ses statues publiques et pour les groupes ornementaux de bâtiments modernistes, produisit également des pièces figurant dans des collections modernistes significatives, tout comme Enric Clarasó (Eva, 1904, MNAC), grand ami de Rusiñol i Casas.

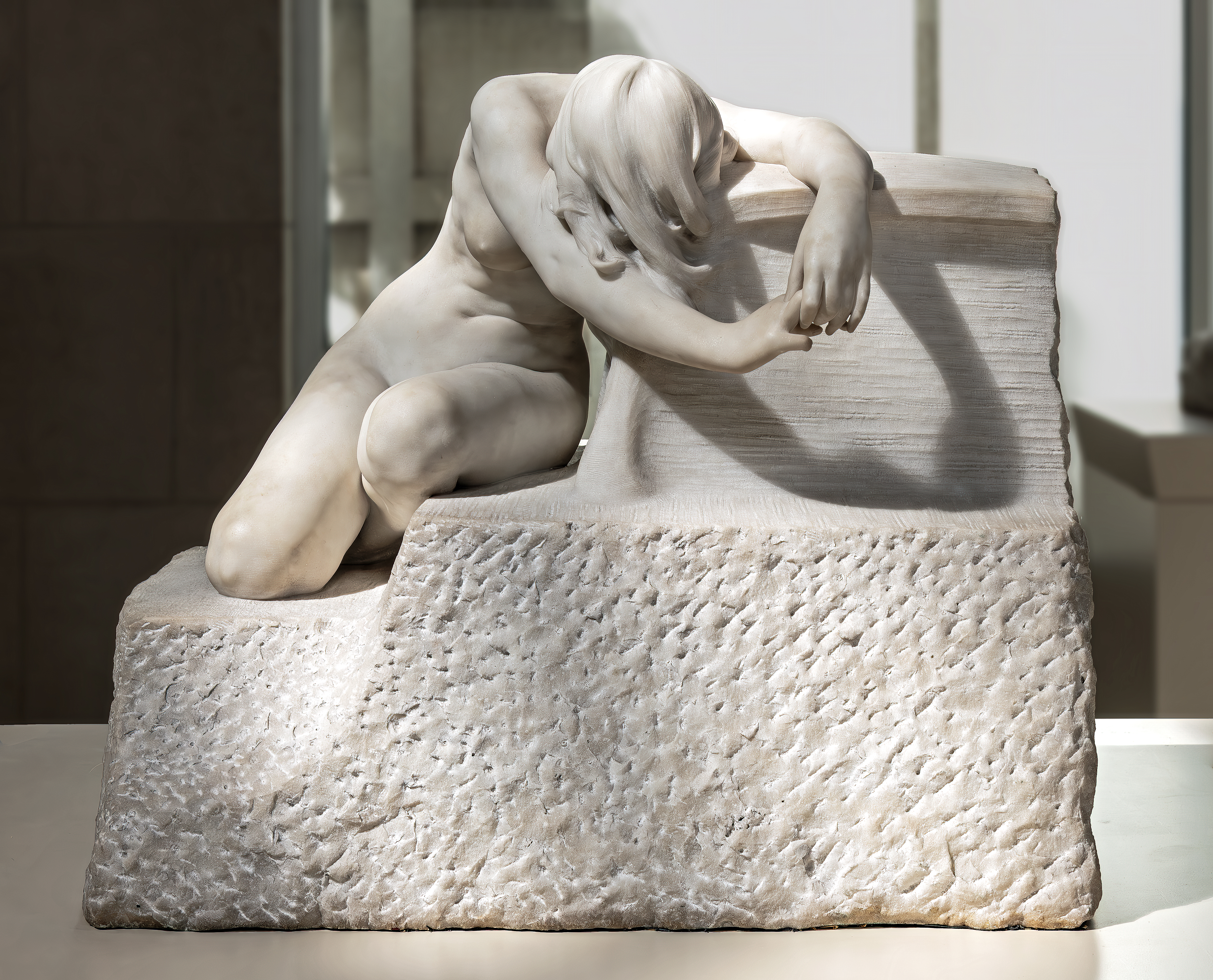
Desconsol (1903) de Josep Llimona (MNAC)

## Littérature
Pour l’écrivain Joan Fuster, le modernisme catalan fut d’abord la transformation 

« d’une culture régionale traditionaliste en une culture nationale moderne »

.
Il s’agissait de bien plus que d’un parti pris esthétique, d’une option idéologique de fond dans son acceptation la plus large. Les modernistes voulaient rompre avec les vieilles notions qui avaient entravé la génération antérieure. L’objectif était d’obtenir une culture moderne, tant dans la forme que dans les idées, de dépasser le positivisme naturaliste, la renaissance catalane et les valeurs sociales et artistiques établies. Pour y parvenir, il fallait s’inspirer des cultures les plus avancées d’Europe – surtout la culture française – et créer un nouvel art, une littérature et des courants de pensée qui, selon les critères de modernité, permettent un changement global du modèle de société.
Les premiers pas furent accomplis par ceux qui avaient opté pour le catalanisme progressiste de Valentí Almirall. C’était un secteur dominé par Ramon D. Perés qui permit les premières éditions de L'Avens (1881-1884). Parmi ce premier cercle se trouvaient les critiques Josep Yxart et Joan Sardà, bien établis dans les rouages culturels de la restauration, mais attentifs, déjà, aux nouvelles tendances. Ce premier groupe façonna timidement un premier modernisme.
Plus nette et plus offensive fut la posture de ceux qui avancèrent sur la seconde étape de cette revue, L'Avenç (1889-1893). Avec des articles qui tels que ceux qui se convertirent plus tard en classiques, ils redéfinissaient les limites et la portée du nouveau courant : Viure del passat, de Jaume Brossa. Joaquim Casas-Carbó i Jaume Massó i Torrents Ils repensèrent la revue, avant que d’autres personnes s’y ajoutent : incorporar Alexandre Cortada, Raimon Casellas et même Brossa, qui donnèrent le ton offensif caractéristique de cette publication. Le changement de nom de la revue fut également significatif. L'Avenç impliquait un nouveau modèle de langue, et s’ajoutait à la campagne de réforme linguistique qui promouvait un catalan unitaire et pertinent pour les usages. Là encore, la portée la revue était autant moderniste qu’elle portait un projet de construction national.

## Arts décoratifs
Les arts décoratifs et le design en Catalogne subirent une profonde transformation et furent vivifiés au contact de l'industrialisation du XIXe siècle. Durant ce siècle, les objets artisanaux furent progressivement remplacés par des objets produits en usine en grand nombre, plus rapidement et plus économiquement. La nouvelle force productive nécessitait une nouvelle façon de concevoir les objets puisque la production en série imposait une synchronisation parfaite des différentes phases d’un processus complexe d’assemblage.
À ce stade élémentaire du design industriel, la nécessité d’imiter l’esthétique issue de l’artisanat se fit évidente. La divergence entre la fonctionnalité pure et sa beauté en tant qu’objet fut au cœur d’un intense débat européen durant le XIXe siècle. La société n’acceptait pas des objets éloignés de la tradition artisanale ; l’industrie opta pour satisfaire ses goûts au moyen d’un parti pris décoratif vide de sens. L’Album encyclopédico-pictural des arts industriels (1857-1859) de Lluís Rigalt met en évidence cette étape difficile et primordiale de la relation entre arts et industrie.
Des théoriciens européens comme John Ruskin et William Morris critiquaient férocement l’objet industriel en tant que tel, basé sur la fabrication en grande série sur la base d’un modèle éclectique. Le triomphe du nouveau modèle impliquait, selon eux, un déséquilibre social : l’usine tuait les artisans – et un appauvrissement matériel et spirituel – l’usine ne produit que des répliques de moindre valeur. Pour Morris, et le mouvement Arts and Crafts, l’alternative était le retour à un modèle artisanal qui rende sa dignité tant à l’artisan qu’à l’objet. Bien qu’elle ne partageât pas la position de Morris, l’industrie comprit que les objets industriels ne pouvaient simplement imiter le passé, mais qu’il était nécessaire d’harmoniser les matériaux, les formes, les usages à une nouvelle réalité sociale et culturelle dès la conception. La défense de l’artisanat par Morris éliminait également la discrimination entre arts décoratifs et beaux-arts héritée de la renaissance.
La Catalogne est un exemple pragmatique dans la construction d’une nouvelle réalité culturelle et artistique. Les produits textiles catalans étaient le meilleur exemple d’une capacité industrielle appuyée par des investissements et des perfectionnements constants. Cette dynamique se reflétait dans les différentes expositions qui eurent lieu à Barcelone durant le XIXe siècle, comme l'Exposition des Produits de la Principauté (1844) o l'Exposition Industrielle et Artistique (1860). Le mouvement culmina lors d’expositions publiques dont la plus importante fut l’Exposition universelle, pensée comme un immense effort pour faire entrer la Catalogne dans la modernité internationale à travers l’industrie et le design local.
Dans le même temps, des figures comme Francesc Vidal ou Alexandre de Riquer adaptèrent le discours d'Arts and Crafts à la Catalogne et consolidèrent le rôle que les arts décoratifs jouèrent durant l'étape moderniste. L'architectura et les arts appliqués sont désormais compris comme un tout qui définit l'esthétique et l’identité de l'édifice, efface la hiérarchie entre architectes et artisans à travers une étroite collaboration. Cette symbiose révèle la syntonie entre le modernisme et les courants rénovateurs similaires à l’échelle européenne. Tous partagent le concept d’œuvre totale, l’intégration de tous les arts dans orbite du projet.
L'architecte Lluís Domènech i Montaner profita de la construction du Café Restaurant pour l’exposition universelle de 1888 pour construire le Castell dels Tres Dragons, un atelier d'arts appliqués fondé avec l’aide d'Antoni Maria Gallissà. Tant Domènech i Montaner que Josep Puig i Cadafalch s’entoura des plus importants artistes et artisans pour leurs projets : Eusebi Arnau, Alfons Juyol et Gaspar Homar par exemple. De son côté, Antoni Gaudi fit appel à ses collaborateurs habituels Llorenç Matamala, Josep Llimona et Carles Mani. Gaudí mit en exergue la convergence des différentes disciplines durant le modernisme avec l’utilisation du fer forgé pour Finca Güell et la Pedrera, les Pavement hydrauliques et le mobilier pour de la Casa Batlló et les expérimentations à base de céramiques et trencadis. Parmi les collections privées se retrouve notamment le mobilier créé par Antoni Gaudí pour la résidence barcelonaise de la musicienne Isabel Güell i López.
Les institutions catalanes se préoccupèrent des arts appliqués et de la mise en valeur de l’objet pour l’objet avec la création du Centre industriel de Catalogne en 1894 et le FAD, Foment des arts décoratifs, en 1903. Ce dernier a joui d’une reconnaissance internationale depuis cette époque et jusqu’à aujourd’hui.

## Mode
Parallèlement se développe à Barcelone une mode catalane de cette période. Les stylistes Joana Valls, Madame Renaud et Caroline Montagne Roux, mentor de Jeanne Lanvin, sont parmi les créatrices les plus connues.

## Caractéristiques
À l'opposé de la simplicité et de la rigueur géométrique de l’architecture industrielle de la première moitié du XIXe siècle, le modernisme catalan se base sur les motifs naturels, autant dans les formes des œuvres et de leurs ornementations que dans les matériaux utilisés.
Les architectes et sculpteurs utilisent comme éléments décoratifs des représentations d'animaux et de végétaux, aussi bien pour les sculptures en bas ou haut-relief que dans les ornements. Il n’est pas rare de trouver des figures de taille plus imposante, animaux légendaires ou figures humaines, et de la céramique colorée sur les corniches. Les fenêtres et balcons se distinguent par les grilles de fer forgé, travaillées en motifs inspirés par les éléments de flore.
Une de ses particularités, par rapport à l'Art nouveau, réside dans l'intégration d'éléments gothiques typiques de la tradition artistique catalane.

## Monuments funéraires

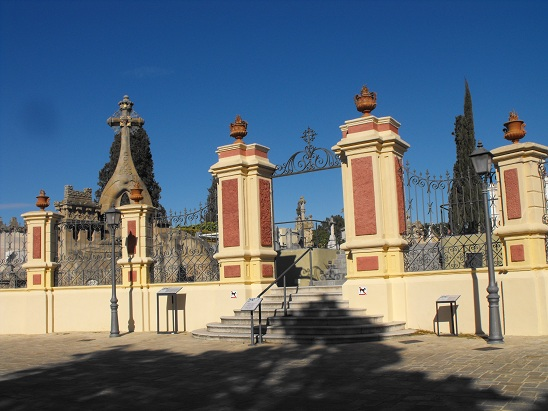
Entrée cimetière moderniste de Lloret de Mar

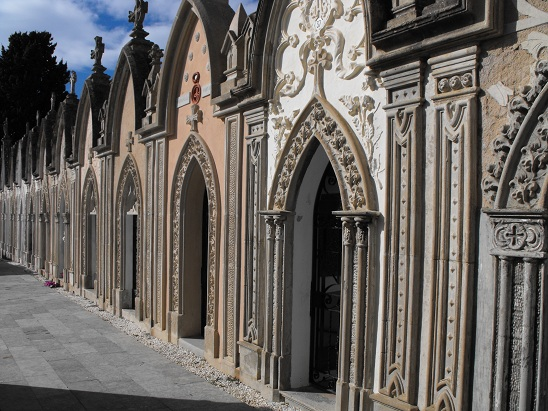
Panthéons de style moderniste catalan au cimetière de Lloret de Mar

L'art moderniste catalan se retrouve aussi dans des monuments et panthéons funéraires. Le cimetière de Lloret de Mar, qui est situé sur la côte à 75 km au nord de Barcelone, peut être considéré comme l'un des ensembles constitués des exemples les plus significatifs de ce que fut l'art funéraire catalan à l'époque moderniste. Le projet de ce cimetière fut confié en 1892 à l'architecte Joaquim Artau i Fabregas. C'était une entreprise privée réalisable grâce aux familles nouvellement enrichies par le commerce avec l'outre-mer et aux familles de la bourgeoisie barcelonaise, ce qui permettra la participation au projet d'architectes de renom tel Puig i Cadafalch, Hipogeu Conill i Aldrich, etc. Ces immigrés partis s'installer à Cuba et en Amérique centrale étaient appelés les indiens ou indianos dans cette région. Ils ont fait fortune et sont revenus riches en Catalogne. C'est eux qui seront à l'origine de ce cimetière et ont pu y faire réaliser des monuments dont certains sont devenus historiques l'« héritage indien ».
Le panthéon Costa i Machia a été réalisé en 1902 par Puig i Cadafalch. C'est une structure de chapelle à nef unique. Des gargouilles et des anges tenant des guirlandes de fleurs sont sculptés sur le fronton. À l'intérieur se trouvent des éléments médiévalisants comme la clef de voûte à tête de mort (les quatre figures des danses macabres de la mort). La grille s'inspire d'anciennes grilles romanes.
Bonaventura Conill i Montobbio, architecte, 1876-1946, est l'initiateur du modernisme à Lloret. Il étudia à l'École d'Architecture de Barcelona et fut un disciple d'Antoni Gaudi. Il a restauré l'intérieur de la Paroisse Sant Romá (XVIe siècle), pour laquelle il a conçu également et construit la chapelle sel Santissim et la chapelle du baptistère en 1916. Il fut l'architecte de plusieurs caveaux : celui de Durall i Suris (1903), Durall i Carreras (1903), Mataró i Vilallonga (1907) ainsi que le panthéon Esqueu i Vilallonga (1909) « le bien l'emporte sur le mal » qui est l'un des ouvrages les plus complexes. L'architecte n'a pas incorporé de chapelle qui caractérise les panthéons. L'élément symbolique le plus marquant, le dragon, tient entre ses griffes un crâne et les tables de la loi brisées où est écrit « Lex ». La croix se dresse sur un arc parabolique de style organique. Ces arcs réinventés par Gaudi sont très présents dans son œuvre. L'inscription de la croix « Ego sum vita » donne la clé de l'interprétation de l'ensemble.
On trouve d'autres architectes ayant conçu des caveaux tout aussi spectaculaires, comme la célèbre sculpture Le Baiser de la Mort de Jaume Barba, située au cimetière du Poblenou de Barcelone, ainsi que d'autres créateurs dans les cimetières de Sarrià, de Montjuïc et des Corts,

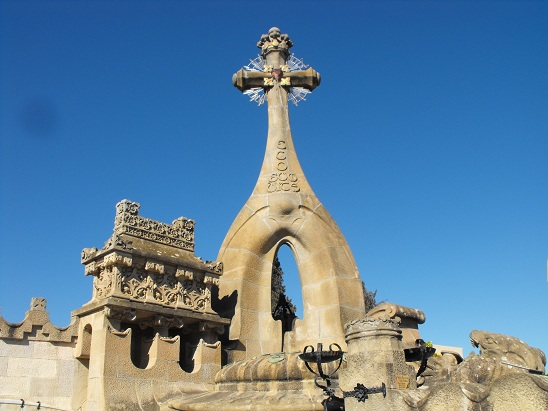
Caveau panthéon Esqueu i Villalonga
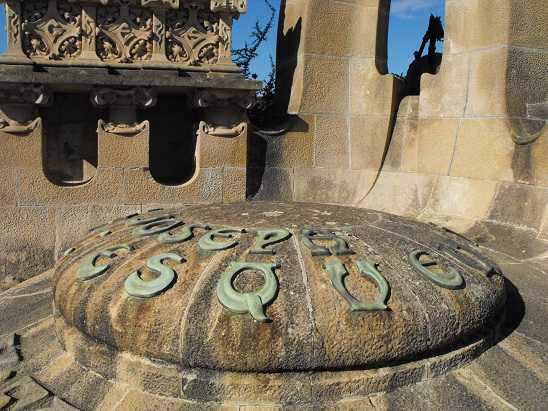
Caveau panthéon détail
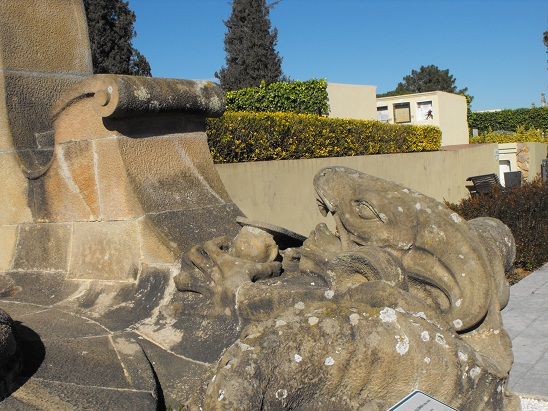
Caveau panthéon dragon détail
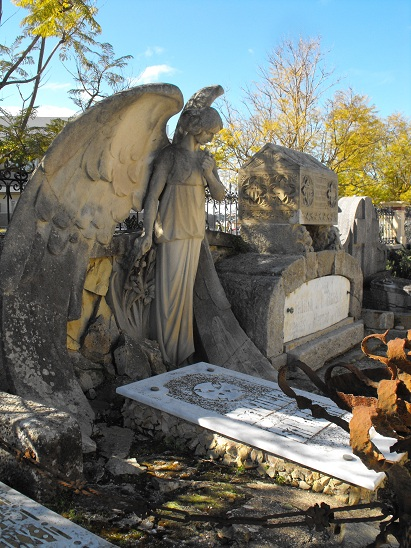
caveau art moderniste
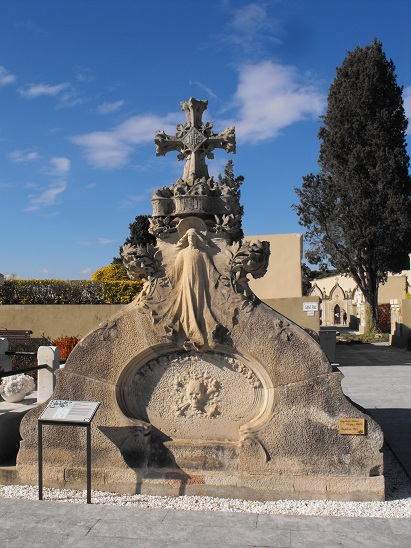
Caveau art moderniste
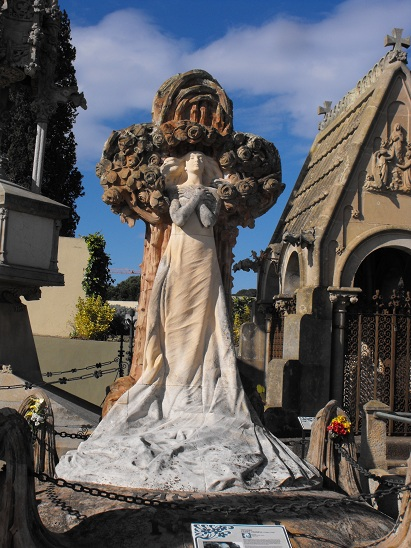
Caveau art moderniste
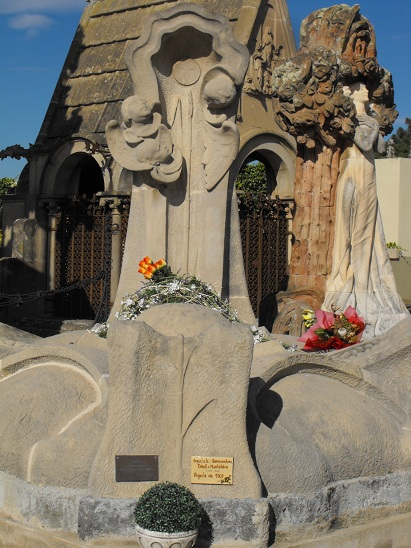
Caveau Mataró i Vilallonga
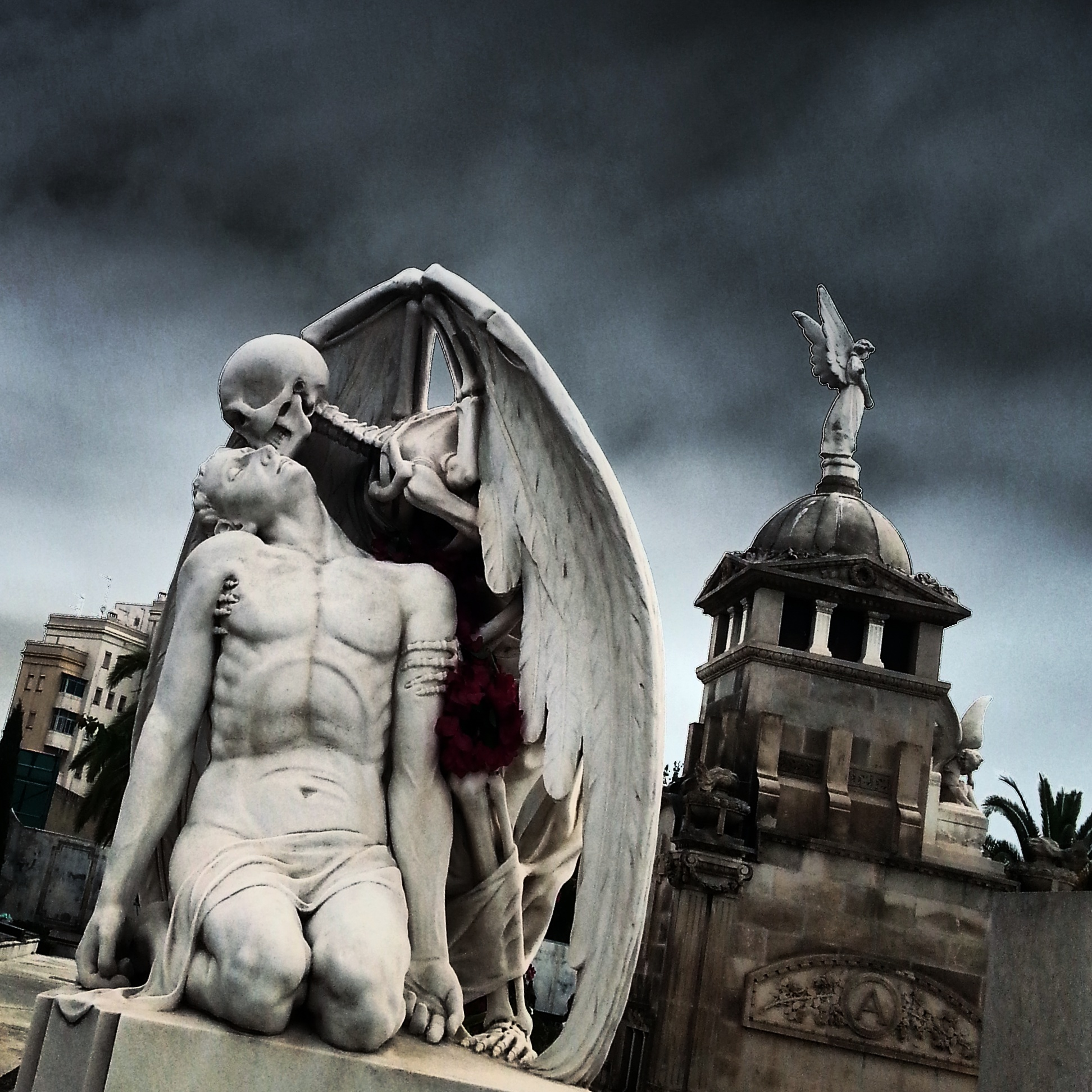
Le Baiser de la Mort au cimetière du Poblenou de Barcelone

## Principales œuvres à Barcelone

### Classement à l'UNESCO

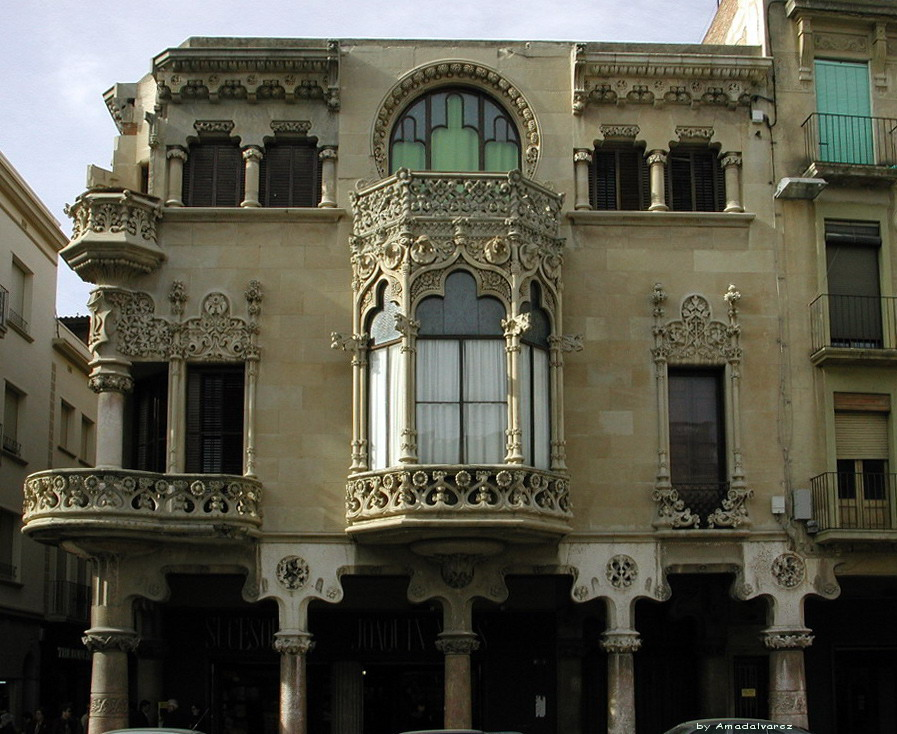
La Casa Navàs, de Domènech i Montaner, à Reus.

Certaines œuvres du modernisme catalan  à Barcelone ont été classées Patrimoine mondial de l'UNESCO :
- sur les plans de Lluís Domènech i Montaner[16] :
  - Palau de la Música Catalana ;
  - Hospital de Sant Pau ;
- sur les plans d'Antoni Gaudí[17] :
  - Parc Güell ;
  - Palais Güell ;
  - Façade de la Nativité et crypte de la Sagrada Familia ;
  - Casa Batlló ;
  - Casa Milà ;
  - Casa Vicens ;

### Autres édifices notables
- Casa Arnús, 1903
- Cases Torres Germans, 1905-1908
- Hidroelèctrica (Immeuble de la compagnie hydroélectrique)
- Castell dels Tres Dragons (Château des trois dragons)
- Casa Calvet (Maison Calvet)
- CaixaForum – Fàbrica Casaramona (Usine Casaramona)
- Casa Lleó Morera (Maison Lleó Morera)
- Casa Amatller (Maison Amatller)
- Cases Josefa Villanueva, sur les plans de Juli Maria Fossas i Martínez, 1909
- Conservatoire municipal de musique de Barcelone (Conservatoire municipal de Musique)
- Editorial Montaner i Simón – Fundació Antoni Tàpies (Maison d’édition Montaner i Simón – Fondation Antoni Tàpies)
- Casa Thomas (Maison Thomas)
- Palais Montaner (Palau Montaner) de Josep Domènech i Estapà
- Casa Fuster (Maison Fuster)
- Palau del Baró de Quadras (Palais du baron de Quadras)
- Casa Comalat (Maison Comalat)
- Casa de les Punxes (Maison Terrades)
- Casa Macaya (Maison Macaya)
- Casa Planells (Maison Planells)
- Hospital de la Santa Creu i Sant Pau (Hôpital de la Santa Creu i Sant Pau)
- Col·legi de les Teresianes (Collège des sœurs de Sainte-Thérèse)
- Torre Bellesguard (Grande Maison Bellesguard) aujourd'hui cosmoCaixa, musée de la science
- Observatori Fabra (Observatoire Fabra)

## Principales autres villes du modernisme catalan
- Aiguamúrcia
- Alió
- Argentona
- Cabra del Camp
- Caldes de Malavella
- Camprodon
- Celrà
- Cerdanyola del Vallès
- El Pinell de Brai
- L'Ametlla del Vallès
- La Garriga
- La Secuita
- L'Espluga de Francolí
- Lleida
- Lloret de Mar
- Mataró
- Montblanc
- Nulles
- Palma de Mallorca
- Pira
- Reus
- Rocafort de Queralt
- Sant Joan Despí

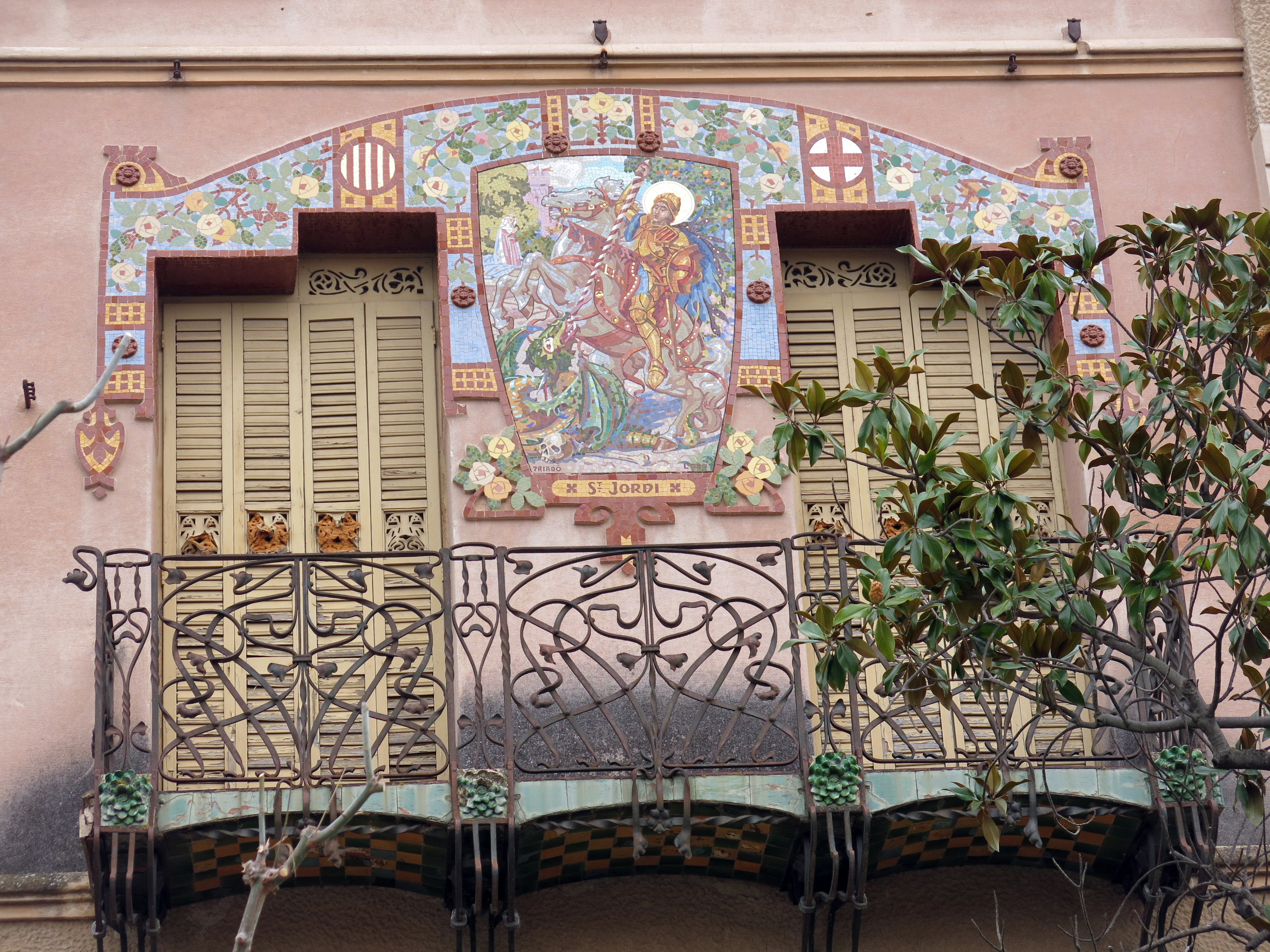
Casa Barbey de Joaquim Raspall, à La Garriga

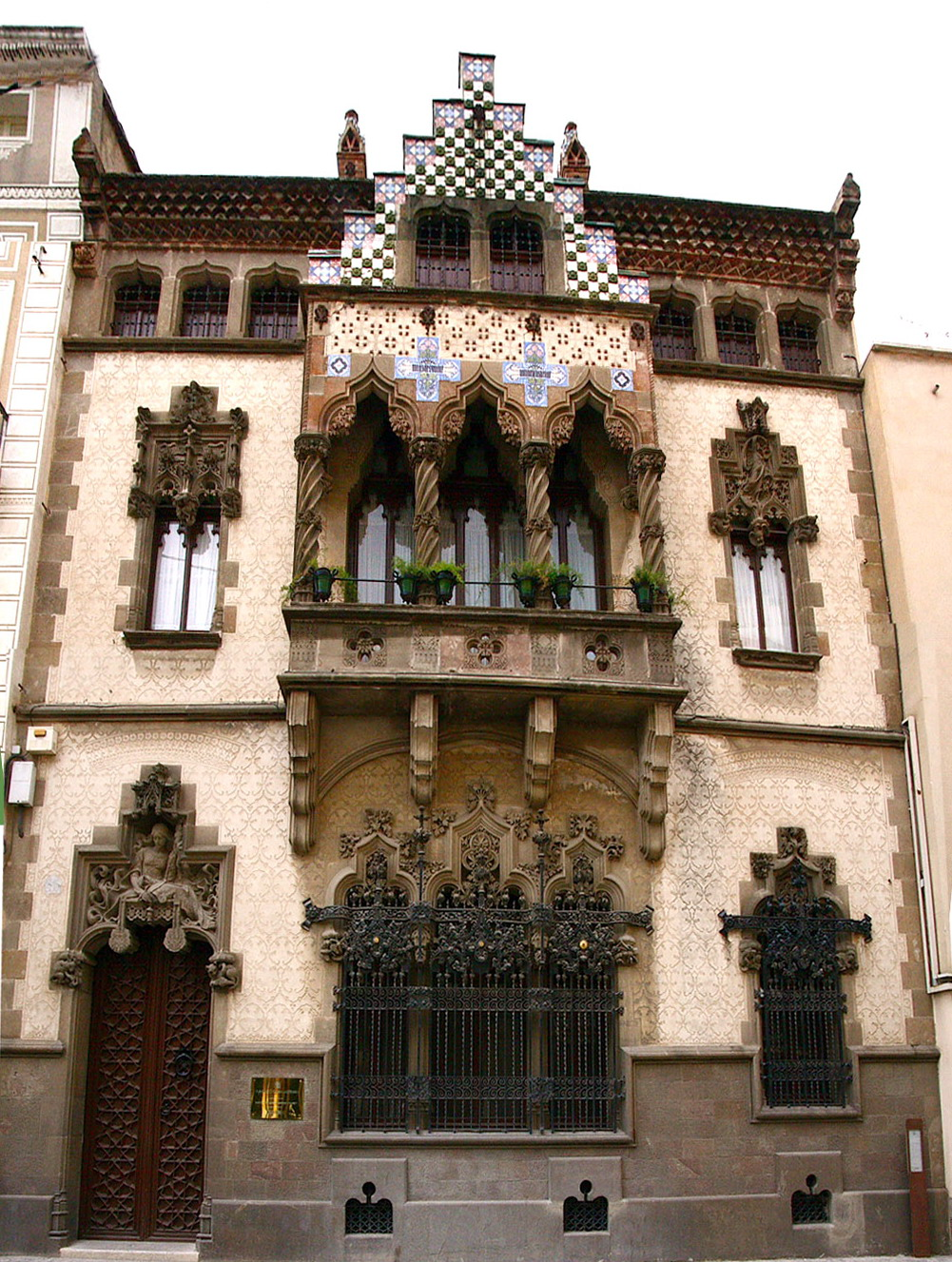
Casa Coll i Regàs de Josep Puig i Cadafalch, à Mataró

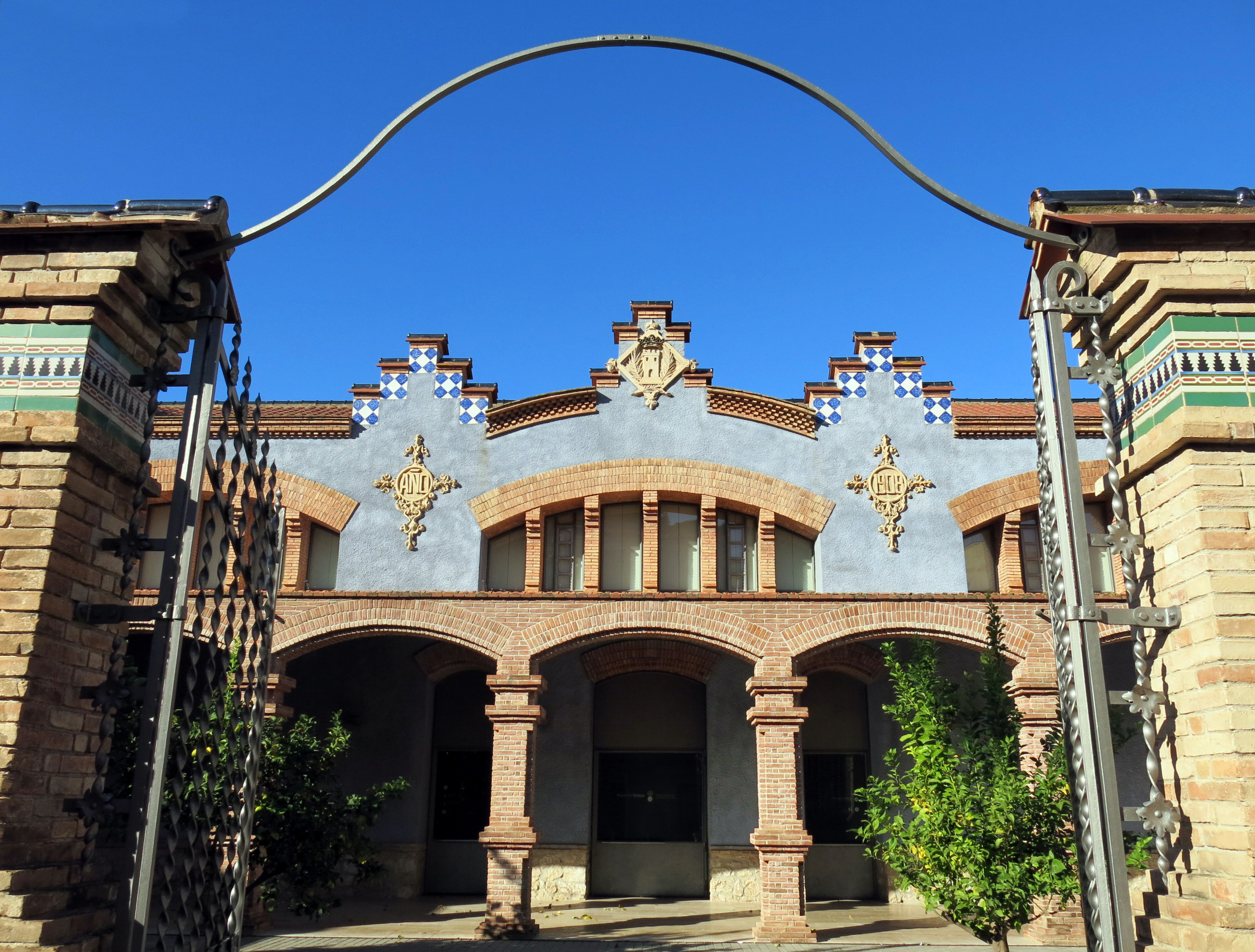
Ancien abattoir de Tortosa

- Santa Coloma de Cervelló : Crypte de la Colonia Güell
- Sitges
- Sóller
- Terrassa
- Vila-Rodona
- Vistabella